# Giardino dell'Isola
Il giardino dell'Isola è un giardino storico sito a nord del Palazzo Reale di Aranjuez. È una delle principali opere di giardinaggio del Rinascimento spagnolo accanto alla Casa de Campo di Madrid. Da 1931 è un bene di interesse culturale e dal 2001 è patrimonio dell'umanità come parte del paesaggio culturale di Aranjuez.

## Ubicazione e accessi

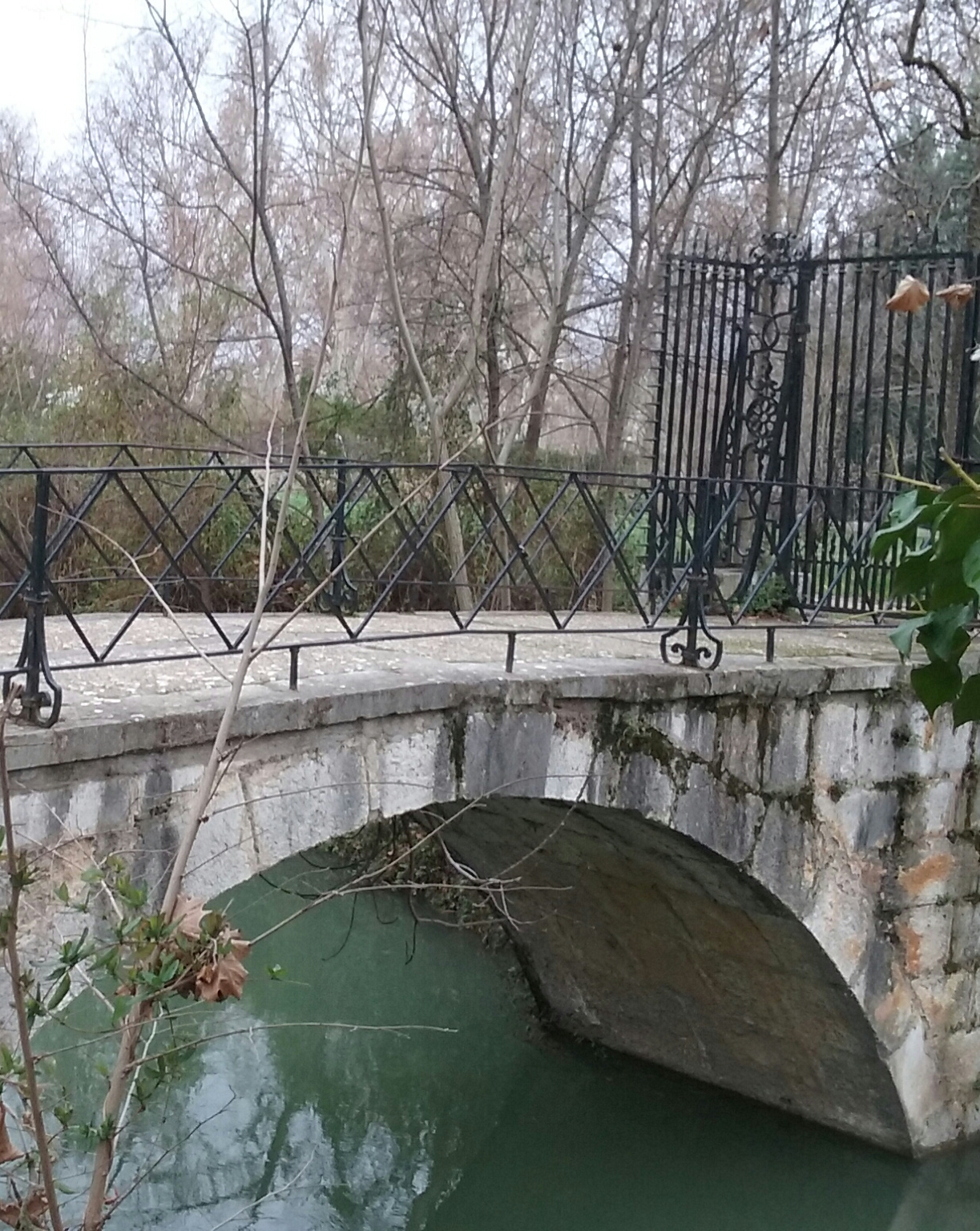
Ponte di Enmedio

Ponte dell'Isleta

Si trova a nord del palazzo, in un'isola artificiale di una estensione approssimativa di 25 ettari, tra il fiume Tago (dal Palazzo fino al ponte Verde) e il Canale. Sull'isola quattro ponti consentono i'accesso al giardino. Accanto al palazzo, si trova un ponte tra il giardino del Parterre e l'isola. Abbastanza largo da consentire il passaggio di calessi, venne costruito nel 1733 o 1744 sulle paratie realizzate per regolare la portata del canale. È costruito in pietra ed è opera di Esteban Marchand e Leandro Bachelieu secondo il progetto del primo. Molto vicino si trova il ponte del Canale, che collega l'isola al giardino della Regina; venne progettato nel 1729 da Pedro Caro Idrogo e costruito in pietra tra il 1731 e il 1732 con la collaborazione di Esteban Marchand. Sostituì l'antico ponte di legno, esistente da epoca medioevale, che dava accesso diretto dal palazzo all'isola. Venne decorato con statue provenienti dalla fonte di Ercole e l'Idra e nel 1750 venne impreziosito con una ringhiera disegnata da Ventura Rodríguez.
Ad ovest dei primi due, tra il giardino e la calle di Madrid, si trova il ponte di Enmedio. Venne riedificato in pietra nel 1764 da Jacques Marquet con una porta ad arco in pietra, nel lato della strada, come porta di accesso. Il quarto e ultimo è il ponte dell'Isleta, nell'estremo ovest dell'isola. L'accesso principale della Corte al Sito Reale avveniva attraverso un ponte sul Tago e, dopo averlo attraversato si proseguiva lungo Calle de Madrid fino al Palazzo. Tuttavia, alla fine del XVII secolo era molto deteriorato, così nel 1728 fu costruito a valle il Ponte Verde, che permetteva di attraversare il fiume senza passare per l'isola. Per recuperare l'antico sentiero, nel 1750 fu costruito un portale all'ingresso della calle di Madrid; realizzato in laterizio e pietra di Colmenar, è composto da due esedre contrapposte, con lesene tuscaniche e decorazioni con vasi di marmo, e chiuso con un cancello in ferro battuto realizzato da Francisco Barranco. Parimenti, l'anno successivo fu costruito il ponte sull'estuario, ancora in piedi, costruito in laterizio e con un unico arco in pietra.

## Storia

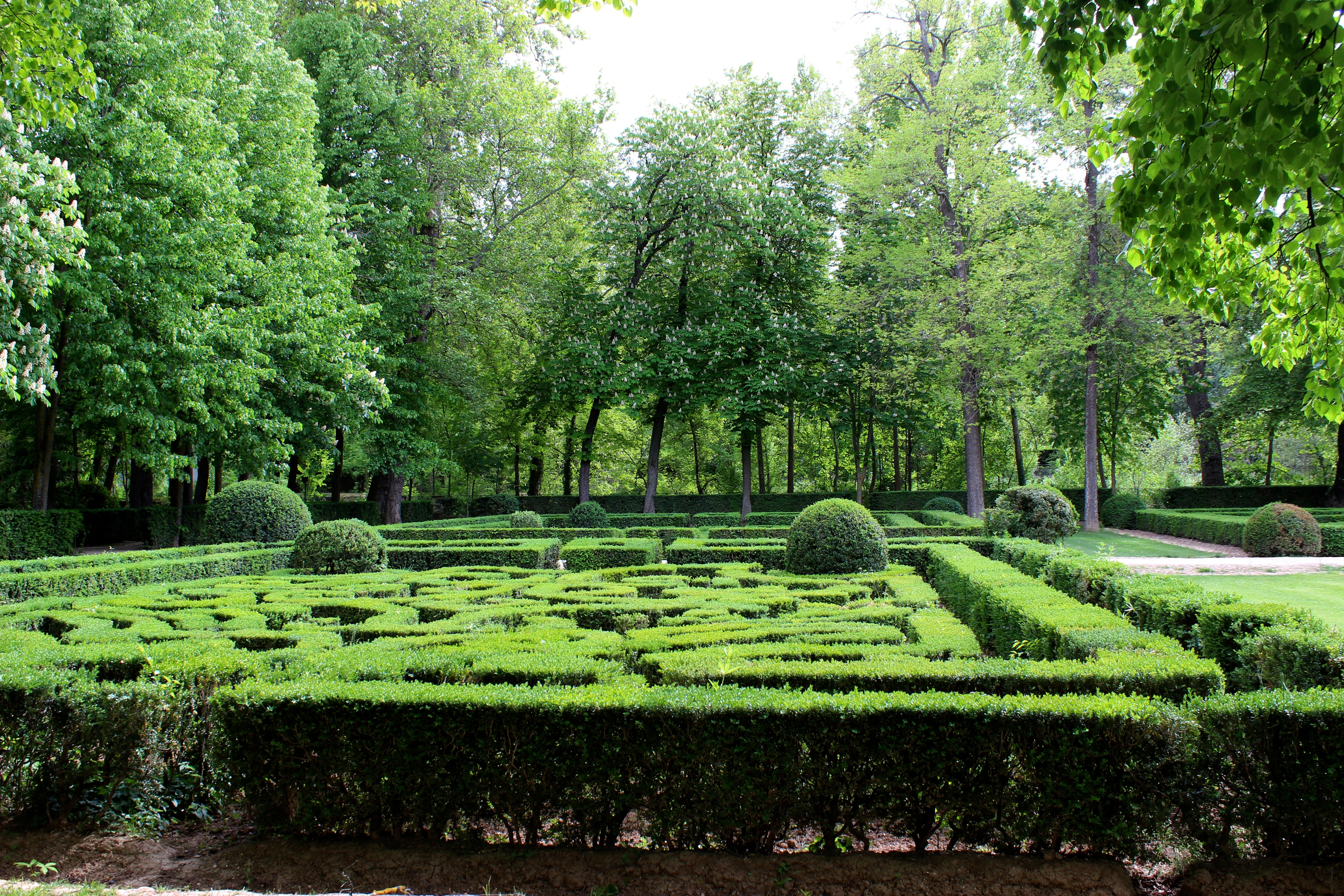
Parterre

Il giardino venne realizzato su iniziativa di Filippo II, come una rappresentazione del paradiso o locus amoenus, e tracciato da Juan Bautista de Toledo nel 1561; le opere si prolungarono fino al 1564, e vennero continuate da Juan di Herrera, con l'ordinazione delle fontane nel 1582. Fu proposto un asse centrale principale, seguendo la linea più lunga dell'isola, attorno al quale si sarebbe sviluppato un impianto ottogonale di zone rettangolari, con protagonista la simmetria. Alla sua estremità occidentale, l'asse deviava di 120º in direzione sud-ovest verso il ponte sul Tago.
Dopo aver attraversato l'estuario, si apriva una piazza ottagonale, come un vestibolo, con una fontana che simulava una grotta e in cui erano rappresentati diversi uccelli. Da lì, l'asse centrale presentava un susseguirsi di piazze con fontane. La prima era quella dell'Orologio, in cui, secondo una delle teorie sul suo significato, l'ombra creata dall'acqua che sgorgava dalla bocca centrale permetteva di conoscere l'ora. Fu seguita dalla fontana dei Quattro Regni, così chiamata per gli scudi dei regni di Aragona, Castiglia, León e Navarra. Seguiva la piazza dei castelli e delle galere, al centro della quale si trovava la fontana di Venere. Da lì si usciva dal ponte Enmedio o si proseguiva verso il ponte sul Tago, raggiungendo la fontana delle Ninfe e uno stagno. Inoltre, c'erano due edifici: la Casa de la Destilación e la Casa de los Naranjos.
Filippo III avviò una riforma nell'iconografia del giardino con la costruzione della fonte delle Arpie, la fonte di Vertumno e il piedistallo della fonte di Nettuno. Il suo successore, Filippo IV, continuò l'opera, utilizzando un progetto di José de Villarreal. Fece realizzare la fonte di Ercole e Idra con ventiquattro statue, oltre a quella principale, delle quali ne rimangono quattordici, otto nella fonte e sei nel ponte dell'Escalinata, mentre le dieci restanti sono state tolte tra il 1804 e il 1834 e trasferite in altri siti. La fonte delle Arpie è sopravvissuta quasi senza modifiche; non così le fontane dei mercati, poste agli angoli del rettangolo delle Arpie, che avevano una vasca ottagonale e una struttura costituita dalla sovrapposizione, per tre volte, di una vasca circolare e di un corpo balaustrato; le preesistenti presentavano la vasca ottagonale, un'unica balaustra e una vasca circolare.
La fontana di Don Juan de Austria o di Venere rimase nell'aspetto simile a quella esistente tranne che per quattro statue di ragazzi che, seduti sul piedistallo, tenevano in mano degli uccelli. La fontana del Nettuno, aggiunta in questo periodo, aveva sette gruppi scultorei, dei quali ne rimangono solo tre, e una struttura sul piedistallo centrale che imitava una nuvola, da cui uscivano sei bracci che reggevano altrettante corone. In ultimo, la fonte dei Tritoni, realizzata nell'estremo sud-ovest del giardino, che venne poi spostata nei giardini del Campo del Moro nel 1848.

## Decorazione scultorica

### Gruppo del ponte

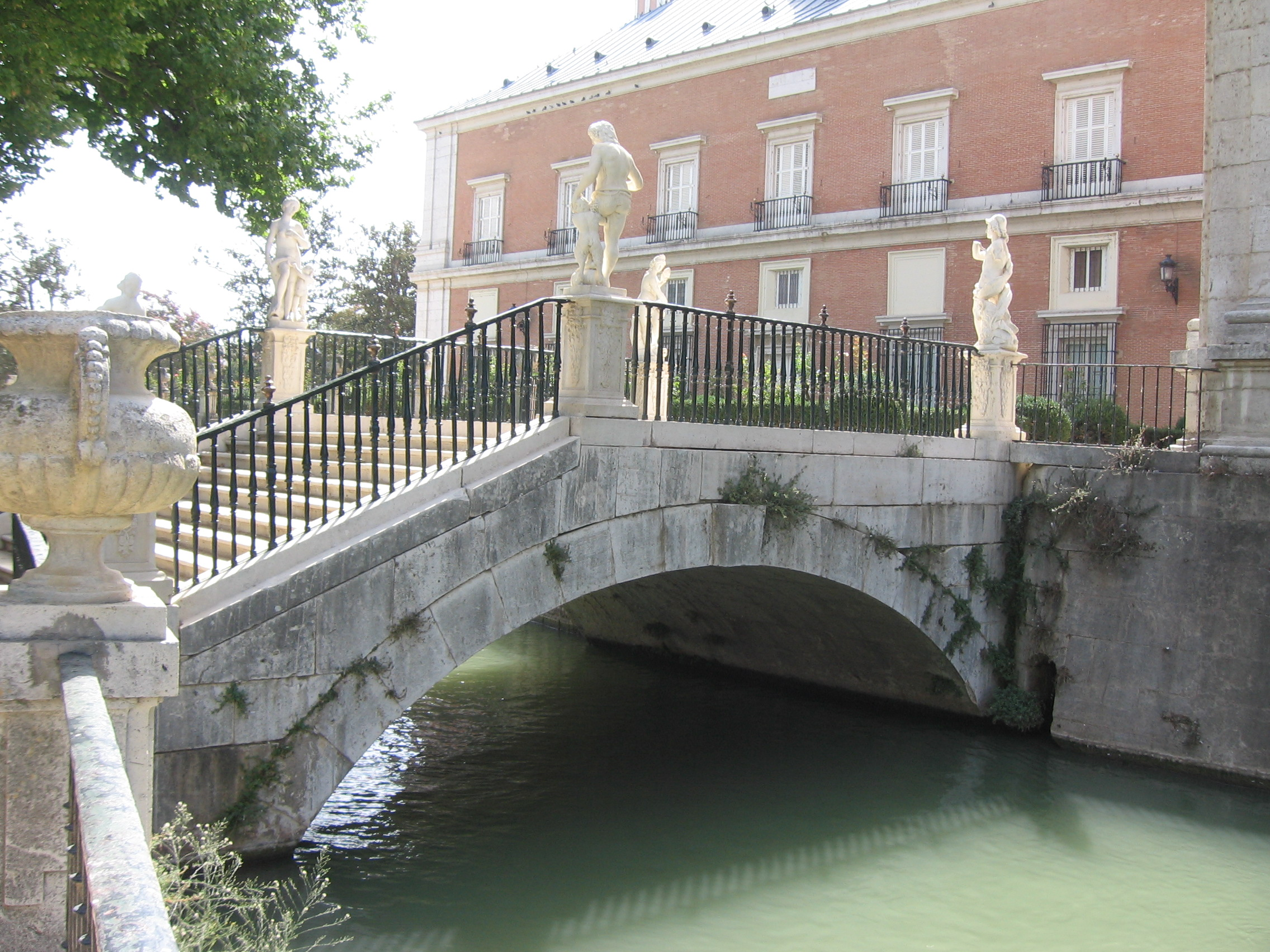
Veduta generale del ponte

Nel ponte dell'Escalinata, uno degli accessi al giardino, si trova un insieme di sei sculture di altrettante divinità; ognuna fronteggia personaggi che avevano costituito una coppia o avevano avuto relazioni. La prima a destra, provenendo dal palazzo, è una Venere con una conchiglia nella mano sinistra e appare accompagnata da un delfino, attributi che rispecchiano la sua origine marina. Segue una Venere accompagnata da un delfino e da Cupido, nato dal suo amore per Bacco. In fondo alla scalinata, una rappresentazione di Giunone accompagnata dal tacchino, uno dei suoi attributi. Sul lato sinistro, dapprima, una rappresentazione di Mercurio con i suoi attributi: il caduceo, il petaso, i sandali alati e un ariete. Segue Bacco, accompagnato da un piccolo satiro e da una botte, che appare cinto alla vita da grappoli d'uva. Infine, nella parte inferiore, Giove, accompagnato da uno dei suoi attributi, l'aquila.

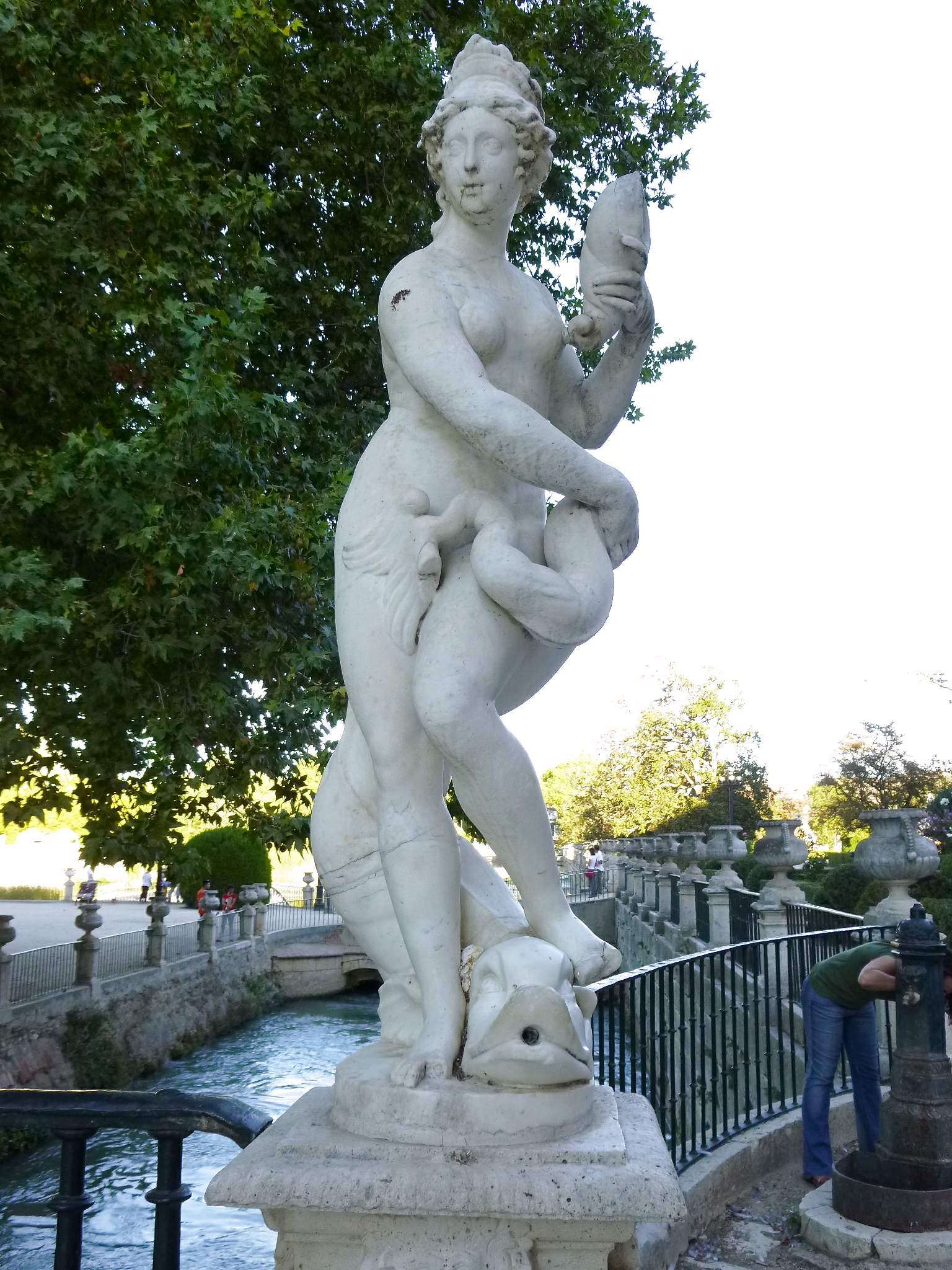
Venere con conchiglia
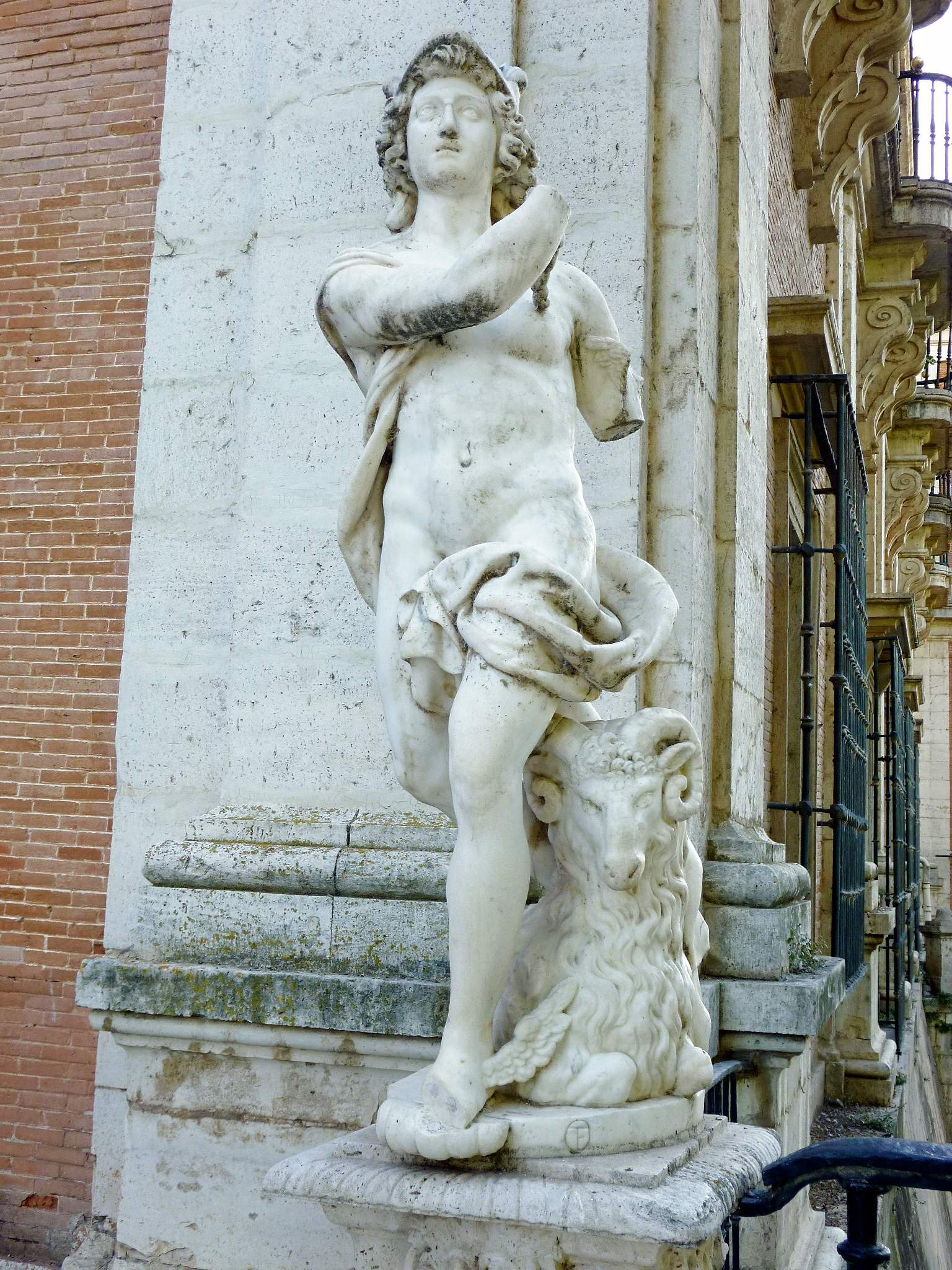
Mercurio
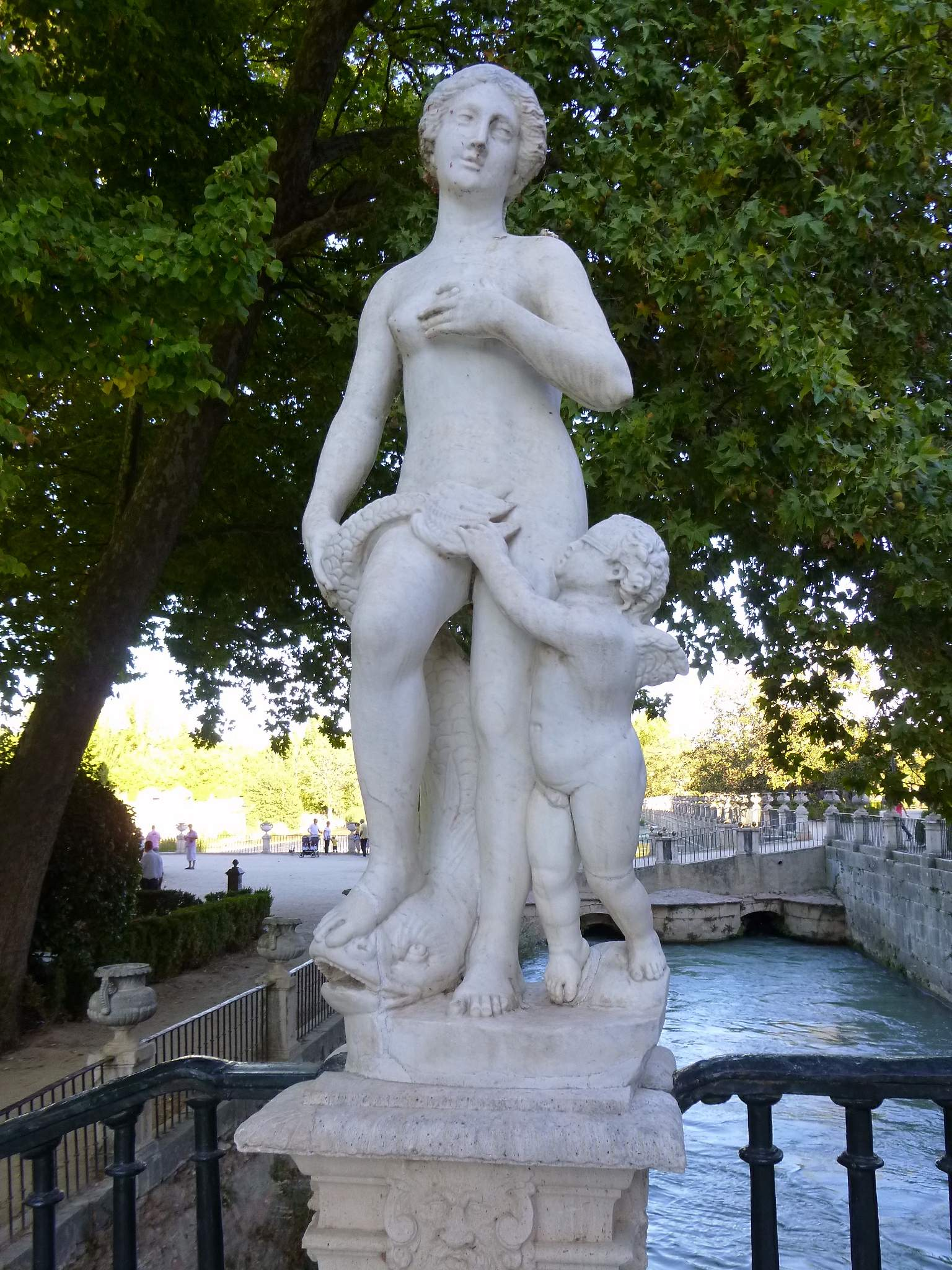
Venere e Cupido
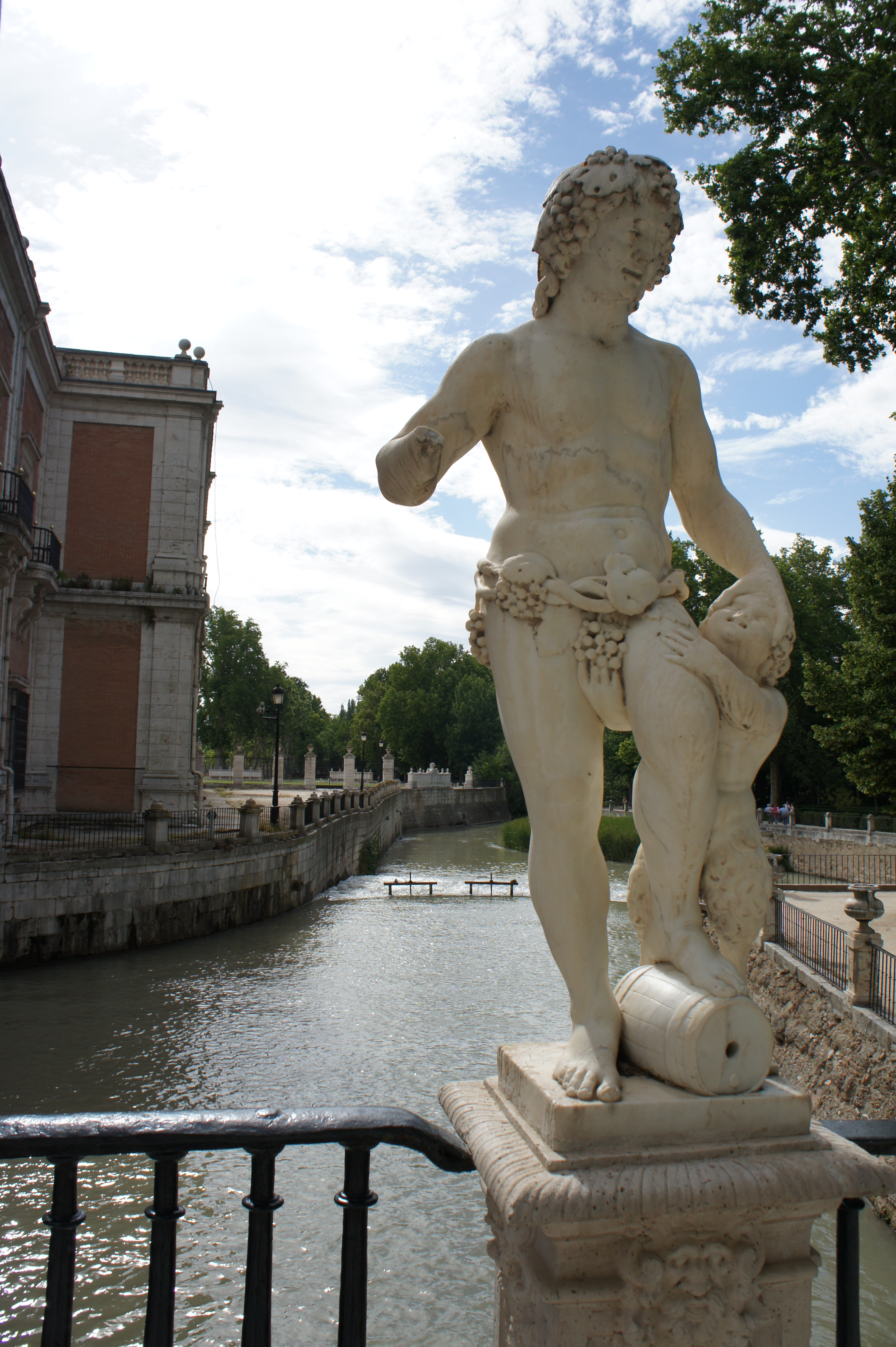
Bacco

### Fonte di Ercole e l'Idra

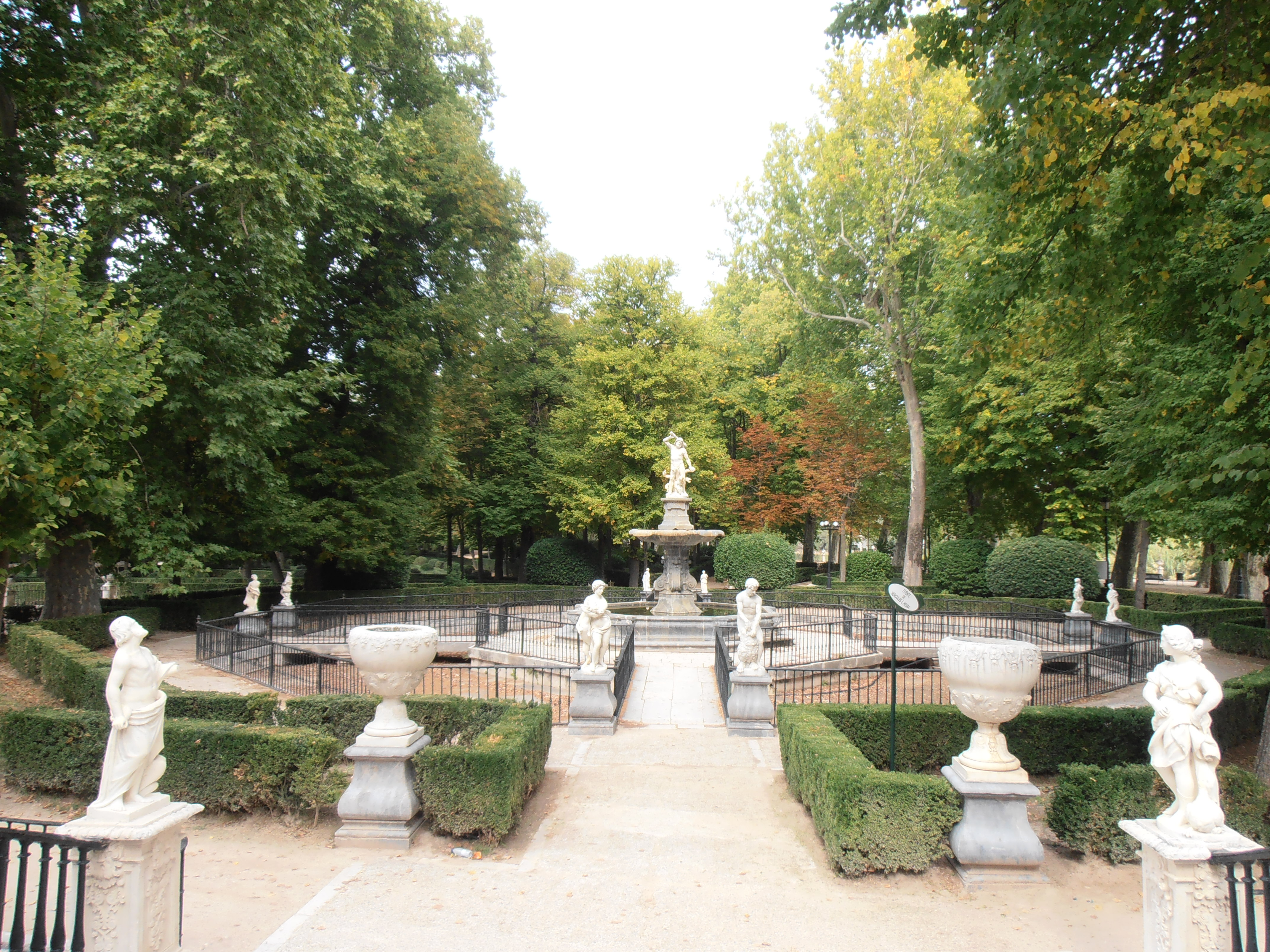
Veduta generale dal ponte dell'Escalinata

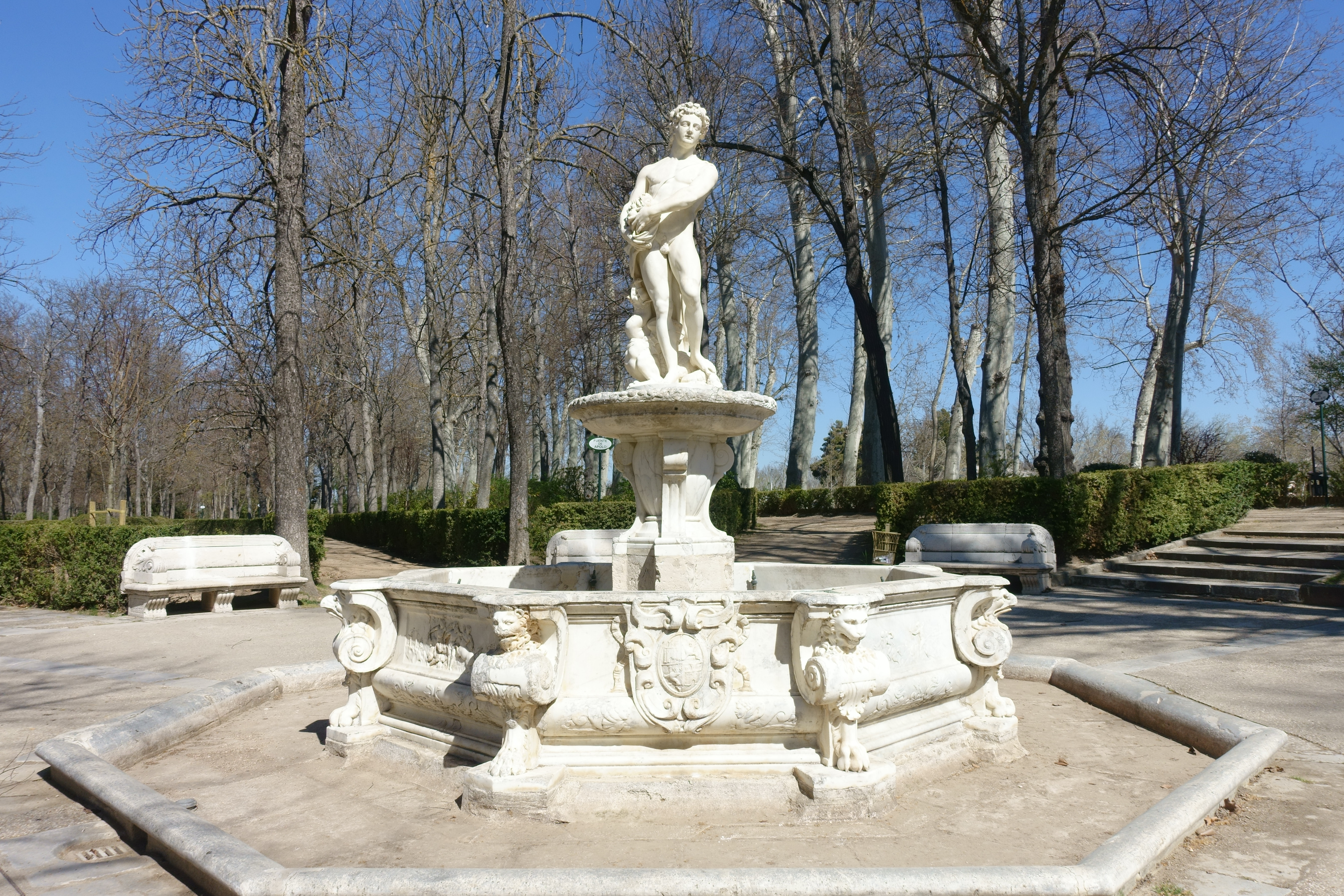
Fonte di Vertumno

Dopo il ponte dell'Escalinata si trova una piazza a pianta ottagonale. Questa ha uno stagno attraversato da quattro ingressi; al centro si trova un pilone marmoreo che supporta un piedistallo, sul quale si trova la coppa e la scultura centrale del gruppo, Ercole in lotta con l'Idra. La scultura è firmata da Martino Regio, che potrebbe essere uno pseudonimo latinizzato dello scultore Juan Martínez Reina. Ognuno dei quattro accessi al centro dell'insieme è custodito da due sculture; le otto statue potrebbero rappresentare, senza certezza piena, Sansone e Diana, Sansone giovane e Urano, Marte e Rea Silvia, e Siringa e Pan.

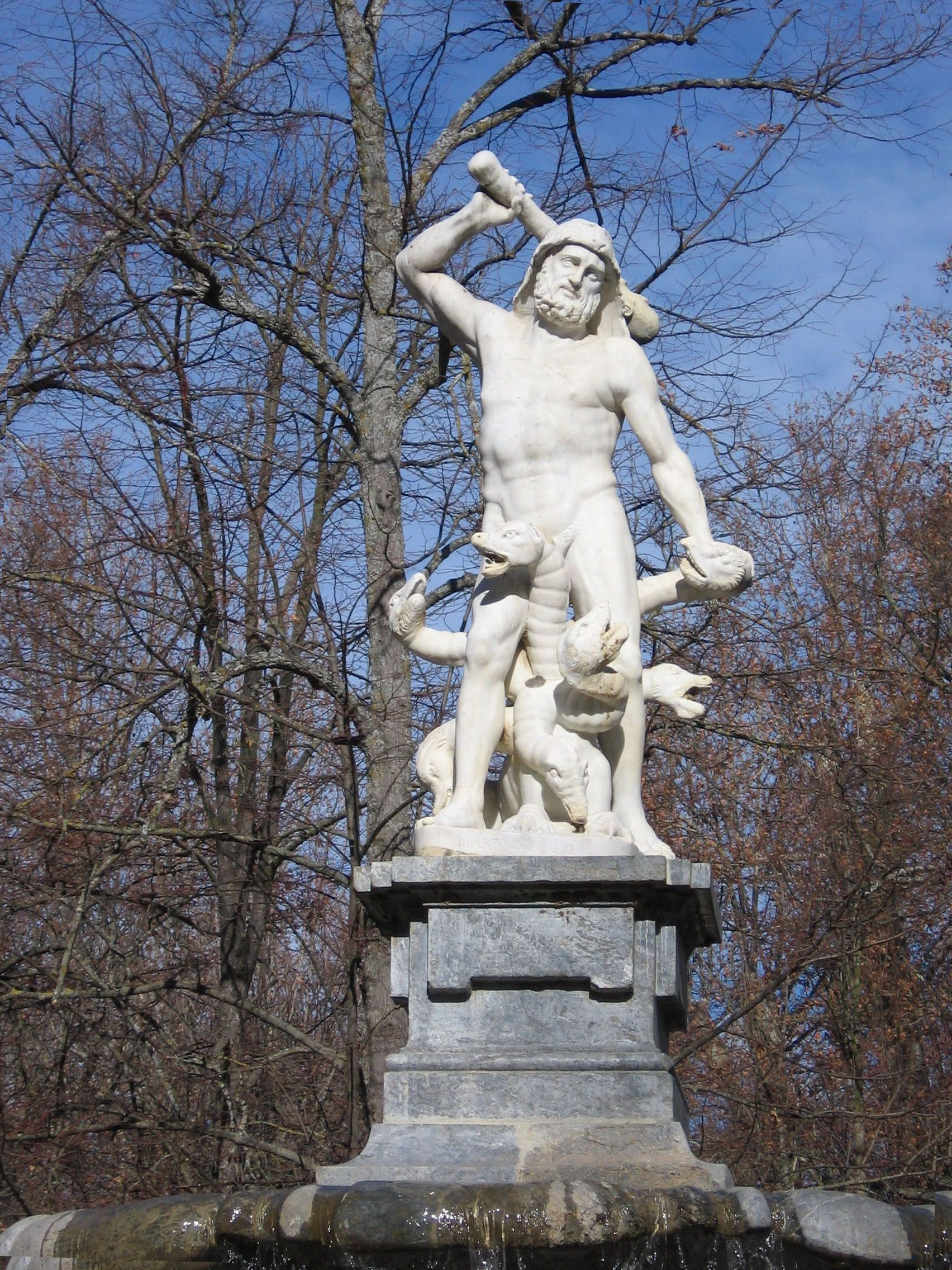
Ercole combatte contro l'Idra
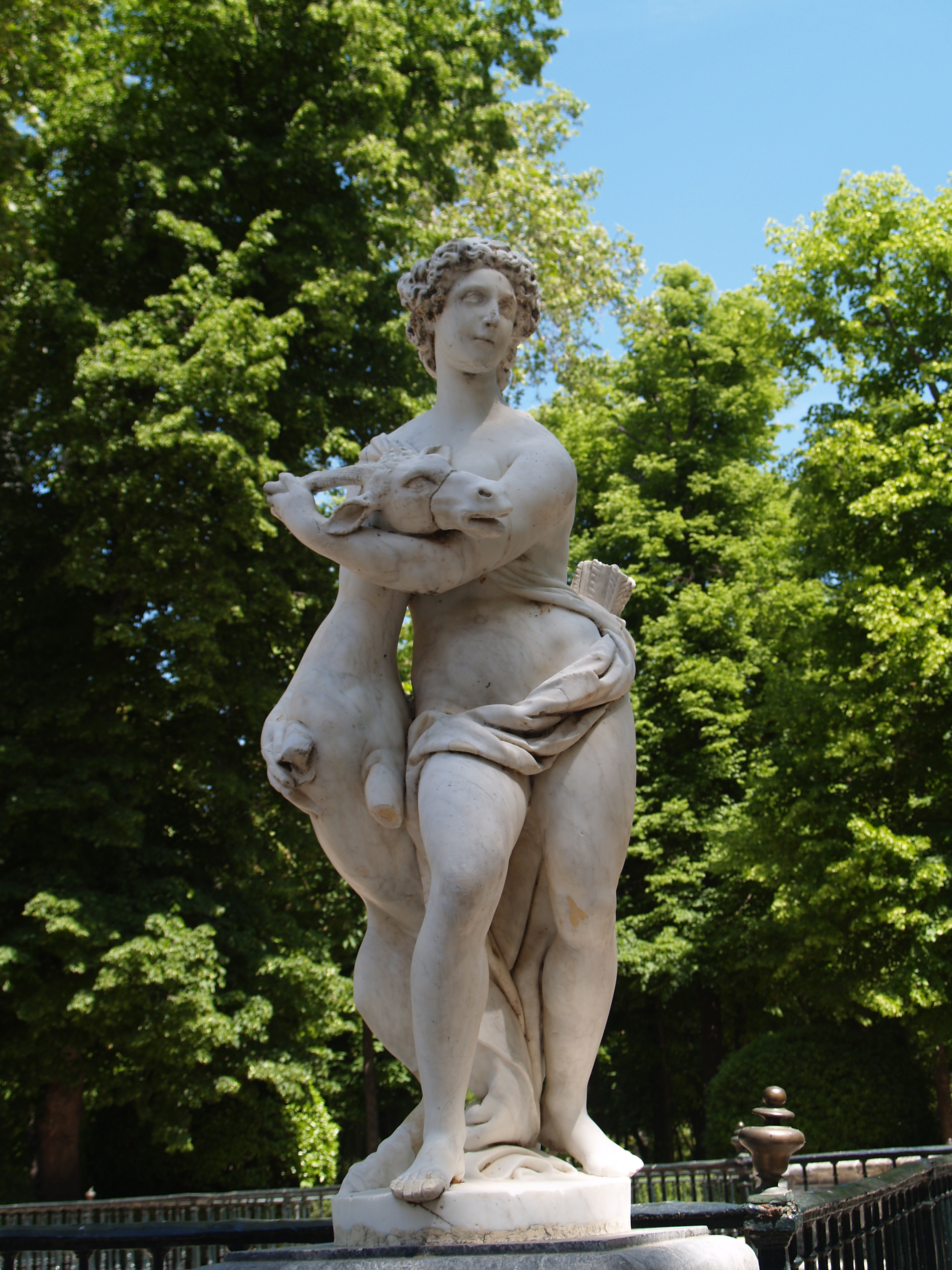
Diana
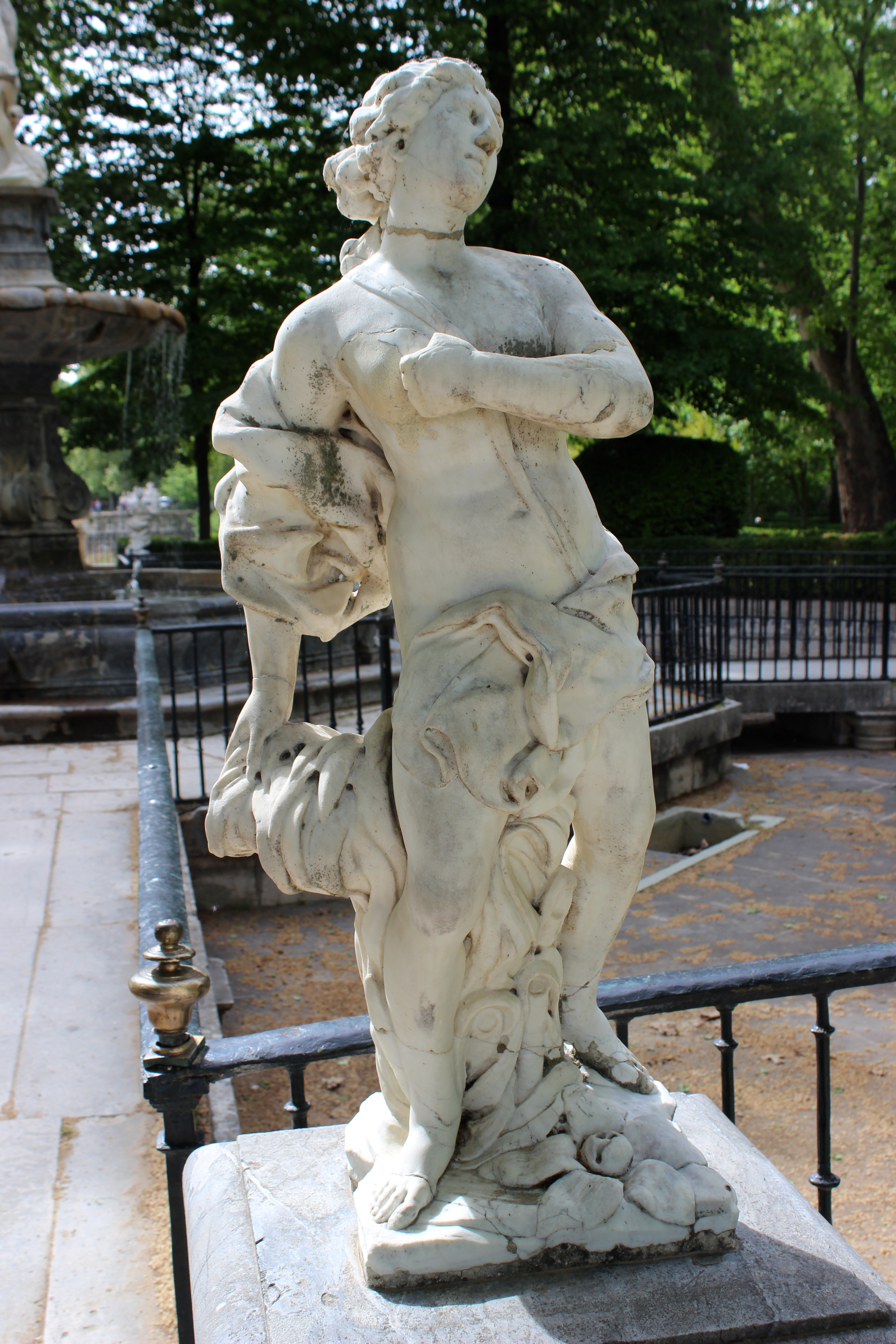
Siringa
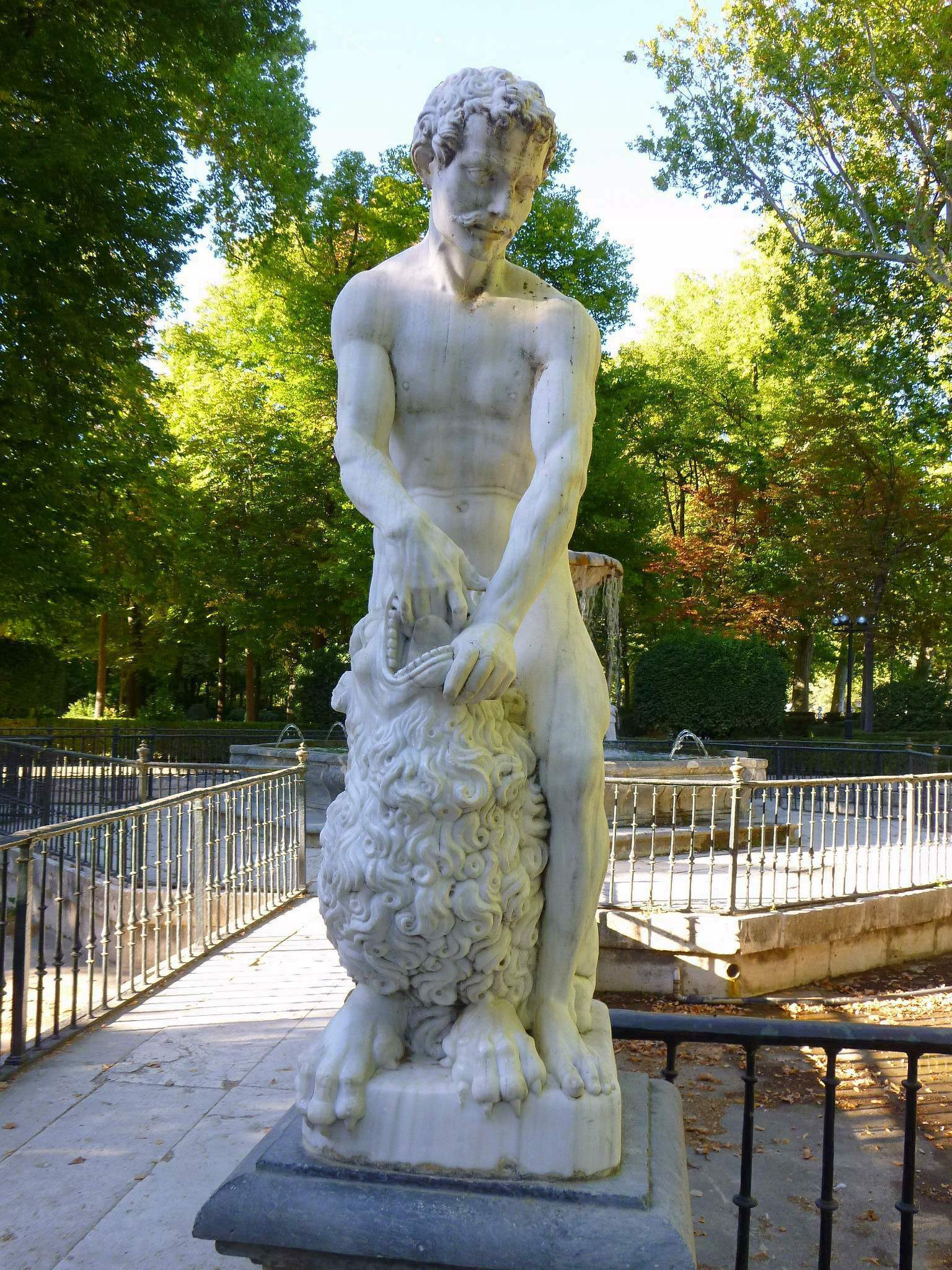
Sansone e il leone

### Fonte di Vertumno
All'inizio dell'asse longitudinale del giardino si trova quella che è conosciuta popolarmente come fonte di Apollo, dedicata al dio Vertumno. Viene attribuita allo scultore Miguel Angel Naccherino, discepolo del Giambologna. Presenta un pilone ottagonale, ornato con bassorilievi che rappresentano scene di Ercole che combatte contro il leone di Nemea, mentre uccide l'Idra, mentre attacca i centauri uccidendo Nesso, quattro scudi del regno di Castiglia, quattro leoni e quattro grifoni. Nel centro un piedistallo a forma di vaso decorato con frutta, sulla quale è assisa la statua del dio. Presenta due dei suoi attributi, la ghirlanda e un cesto di frutta, e appare accompagnata da un mostro alato con testa di rettile, corpo e gambe di uccello e coda di drago, che allunga il collo implorando cibo.

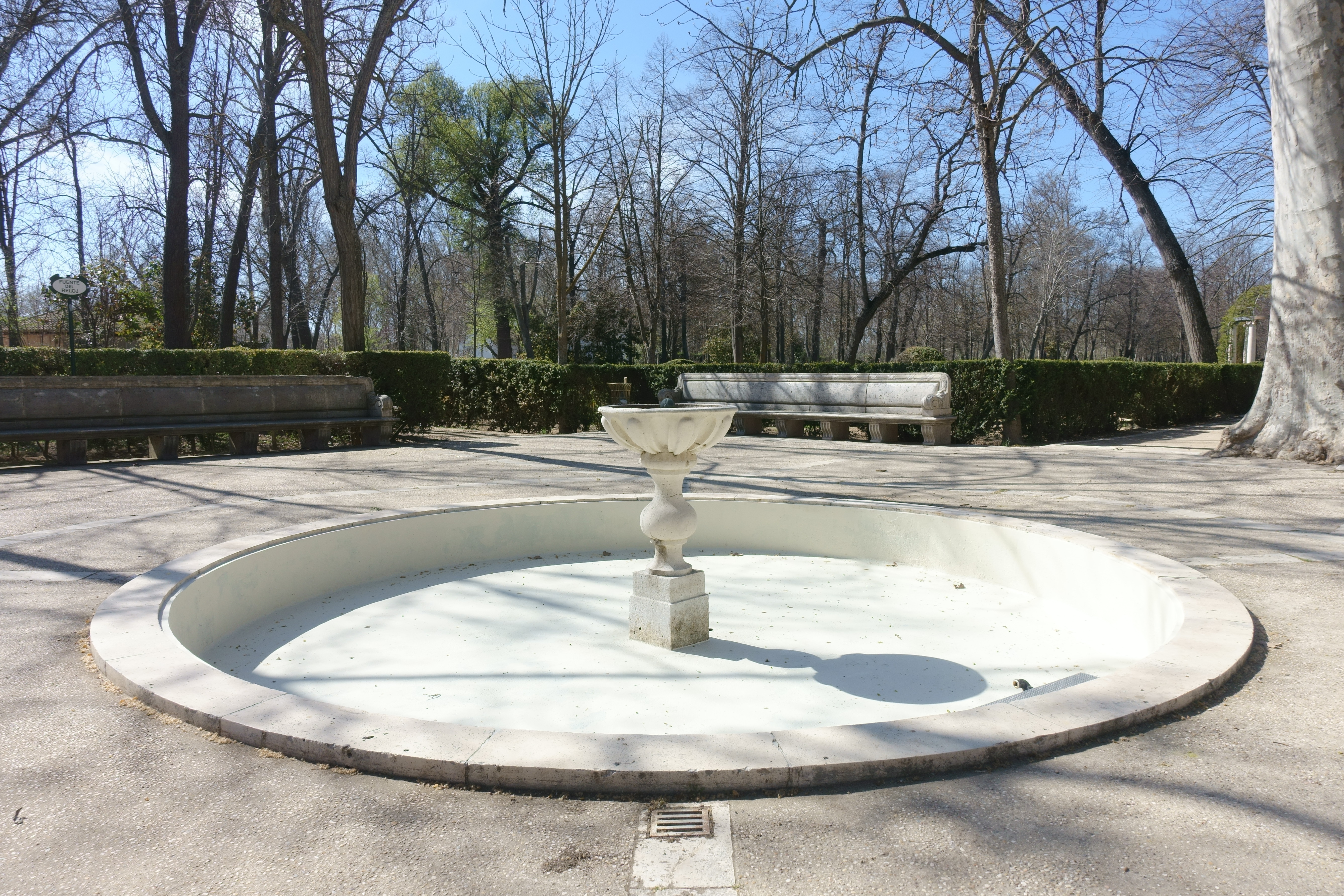
Fonte dell'Anello

### Fonte dell'Anello
Denominata anche dell'Orologio, si trova dove in precedenza c'era la fonte di Ganímede. È costituita da un laghetto circolare, circondato da un basso recinto su cui erano incisi numeri romani. Ci sono diverse ipotesi sulla sua origine e significato; potrebbe trattarsi di una fontana cinquecentesca con la funzione di orologio solare, o essere successiva, risalente agli inizi del secolo, e alluderebbe al gioco chiamato anneau tournant, simile all'esistente nel Palazzo Reale della Granja de San Ildefonso.

### Fonte delle Arpie
Venne realizzata tra il 1615 e 1618 secondo un progetto di Juan Fernández e Pedro di Garay. Ha un pilone quadrato, con quattro colonne di ordine corinzio agli angoli. Sulle colonne vi sono le statue delle Arpie, che versano acqua nella vasca centrale dove, su una tazza balaustrata, si trova la statua dell'Espinario. Questa scultura proviene da un gruppo che il cardinale Giovanni Ricci di Montepulciano aveva donato a Filippo II nel 1561 e si tratta di una copia in bronzo, attribuita a Guglielmo Della Porta, di un'opera ellenistica del I secolo a.C.
Nella piazza, oltre a questo insieme centrale, si trovano quattro nicchie agli angoli; erette in legno nel 1594, vennero sostituite da altre disegnate da Francesco Sabatini e realizzate nel 1782. Sono costituite da quattro colonne di marmo di ordine dorico, a forma di esedra, sulle quali si trova un quarto di sfera di ferro. Nella parte bassa, tre piccole panchine in pietra, e nel resto della piazza altre otto panchine, tutte disegnate da Sabatini. Anticamente questa era la piazza dei Reinos perché ad entrambi i lati dell'asse principale c'erano siepi di bosso che rappresentavano gli scudi dei regni di Aragona, Castiglia, Leon e Navarra.

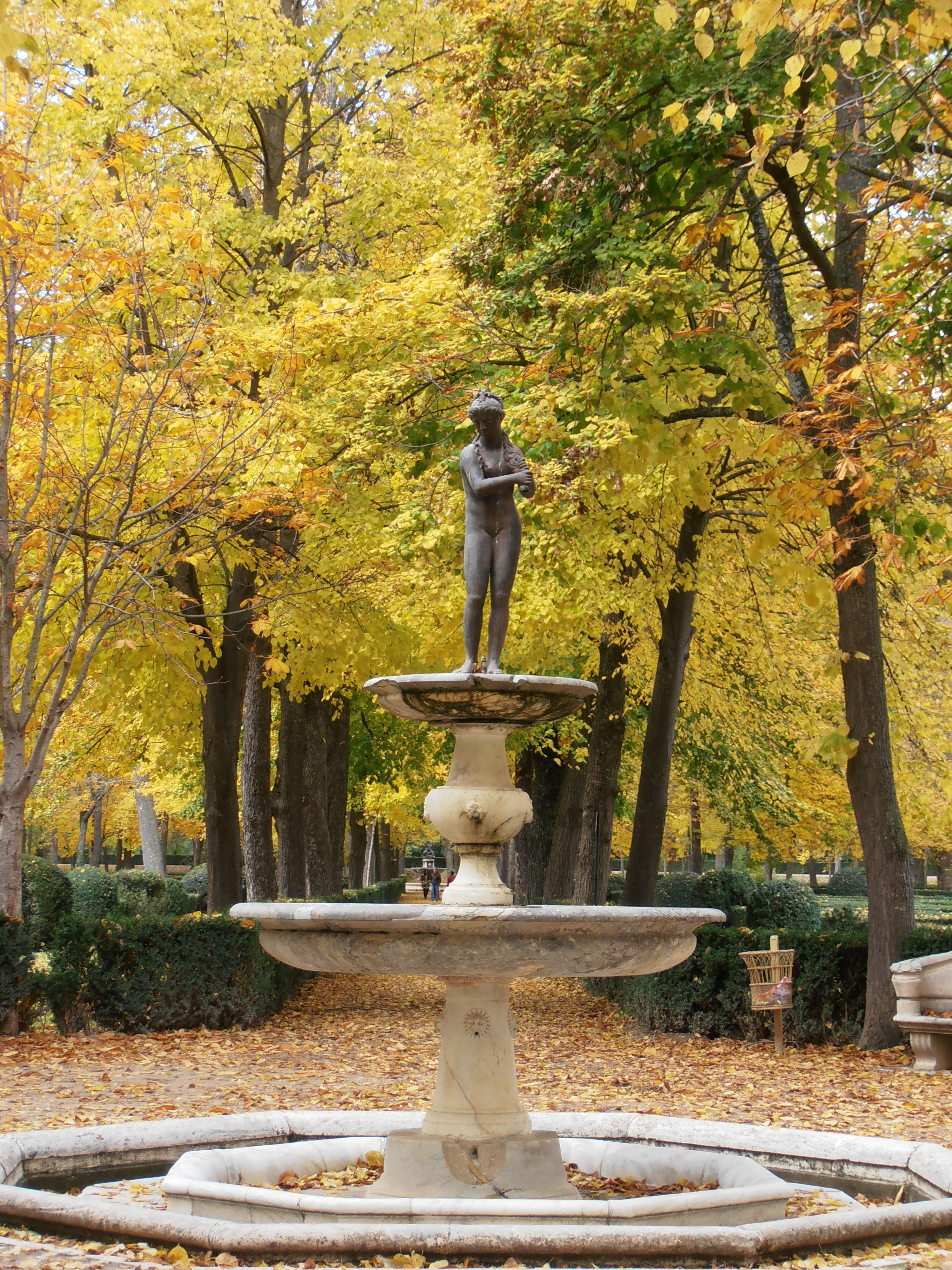
Fonte di Venere

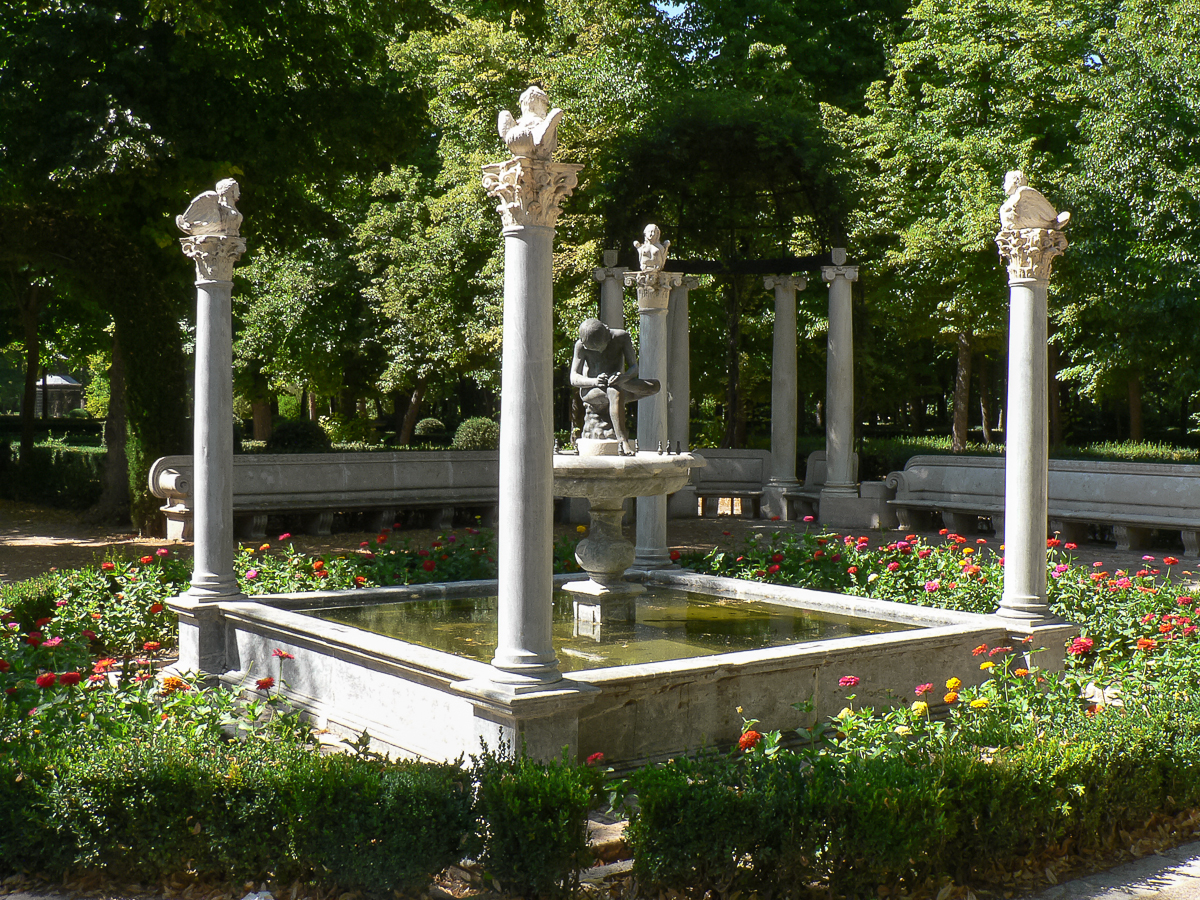
Veduta generale
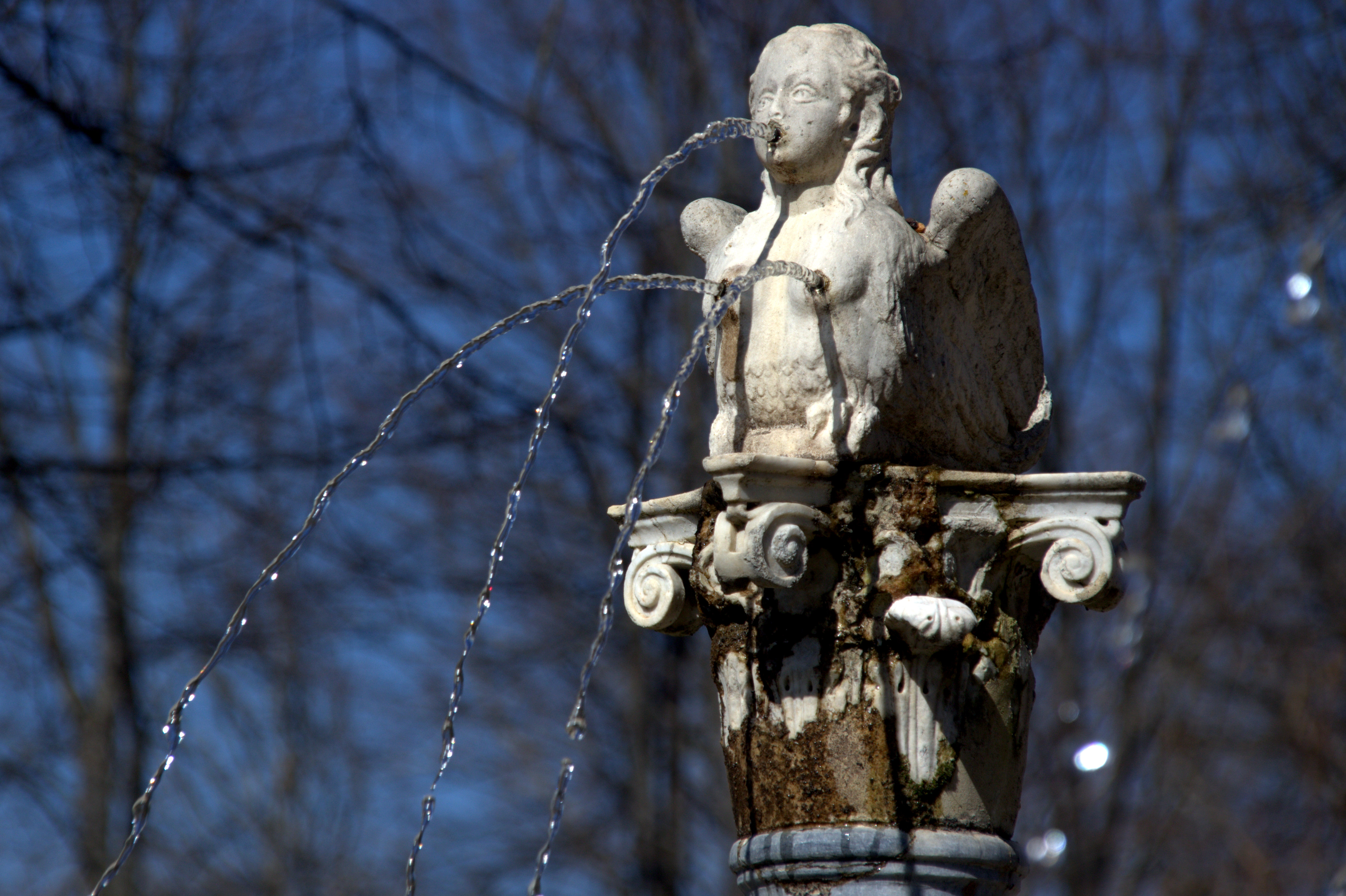
Dettaglio di una delle Arpie
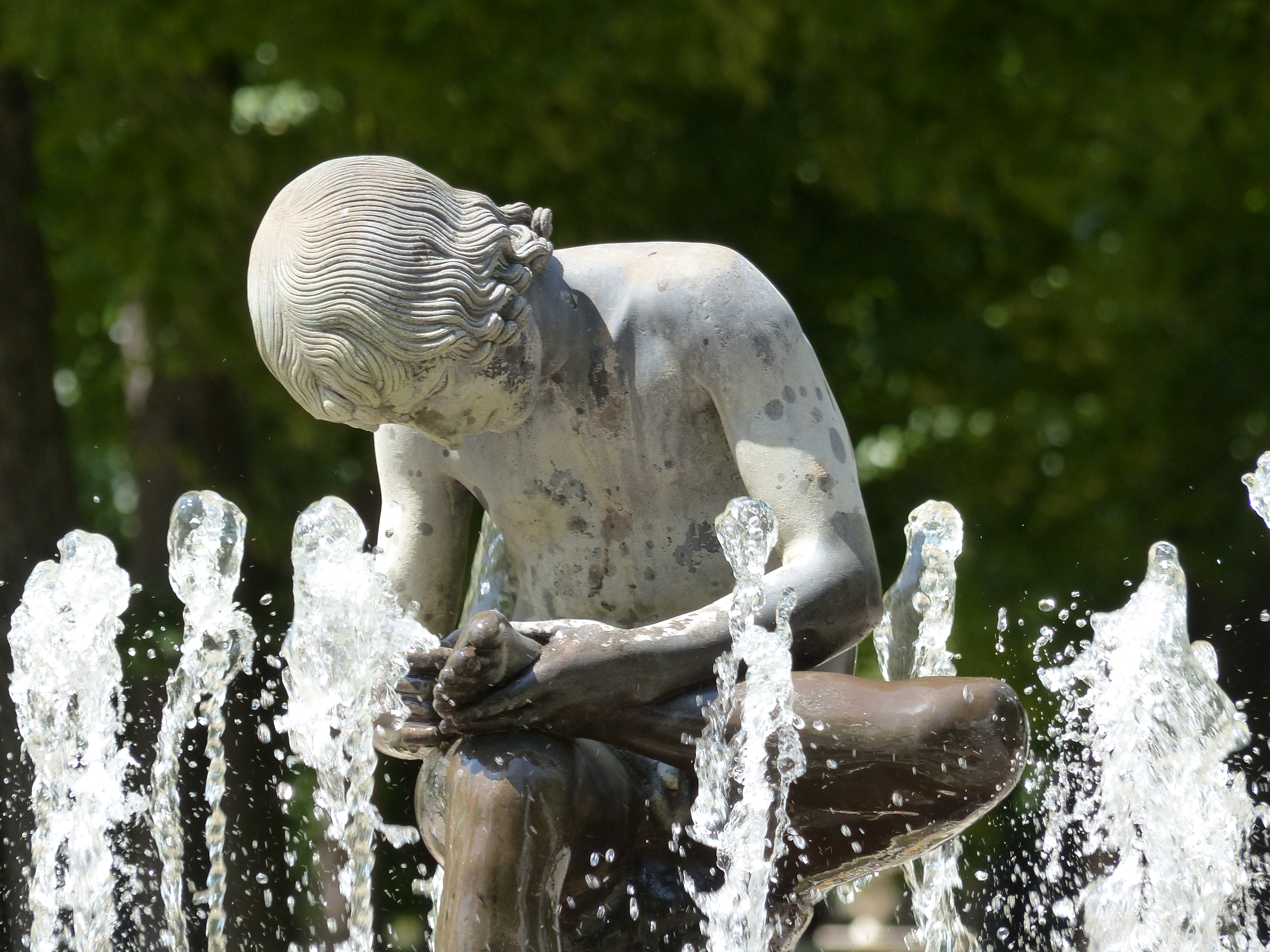
Dettaglio dell'Espinario
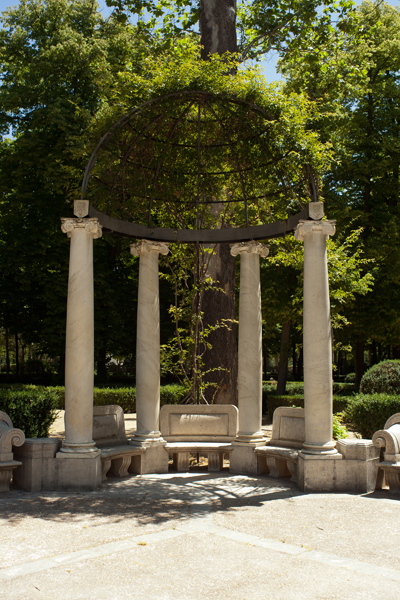
Una delle esedre

### Fonte di Venere
Si compone di due vasche concentriche ottagonali. Al centro c'è un pilastro ottagonale, che sorregge una grande coppa; su questa un altro supporto, a forma di balaustra, ed infine una coppa più piccola. Al di sopra, la figura di Venere, che appare rappresentata nell'atto di torcersi i capelli con le mani. La fontana corrisponde alla decorazione iniziale del giardino e fu commissionata nel 1569, come dono di García de Toledo a Filippo II. Sul progettista esistono diverse ipotesi; viene attribuita a Francisco Moschino (secondo Mª Dolores del Campo) o a Zanobi Lastricati (secondo Boström); in questo secondo caso proverrebbe dai giardini della villa medicea di Castello, presso Firenze.

### Fonte di Bacco

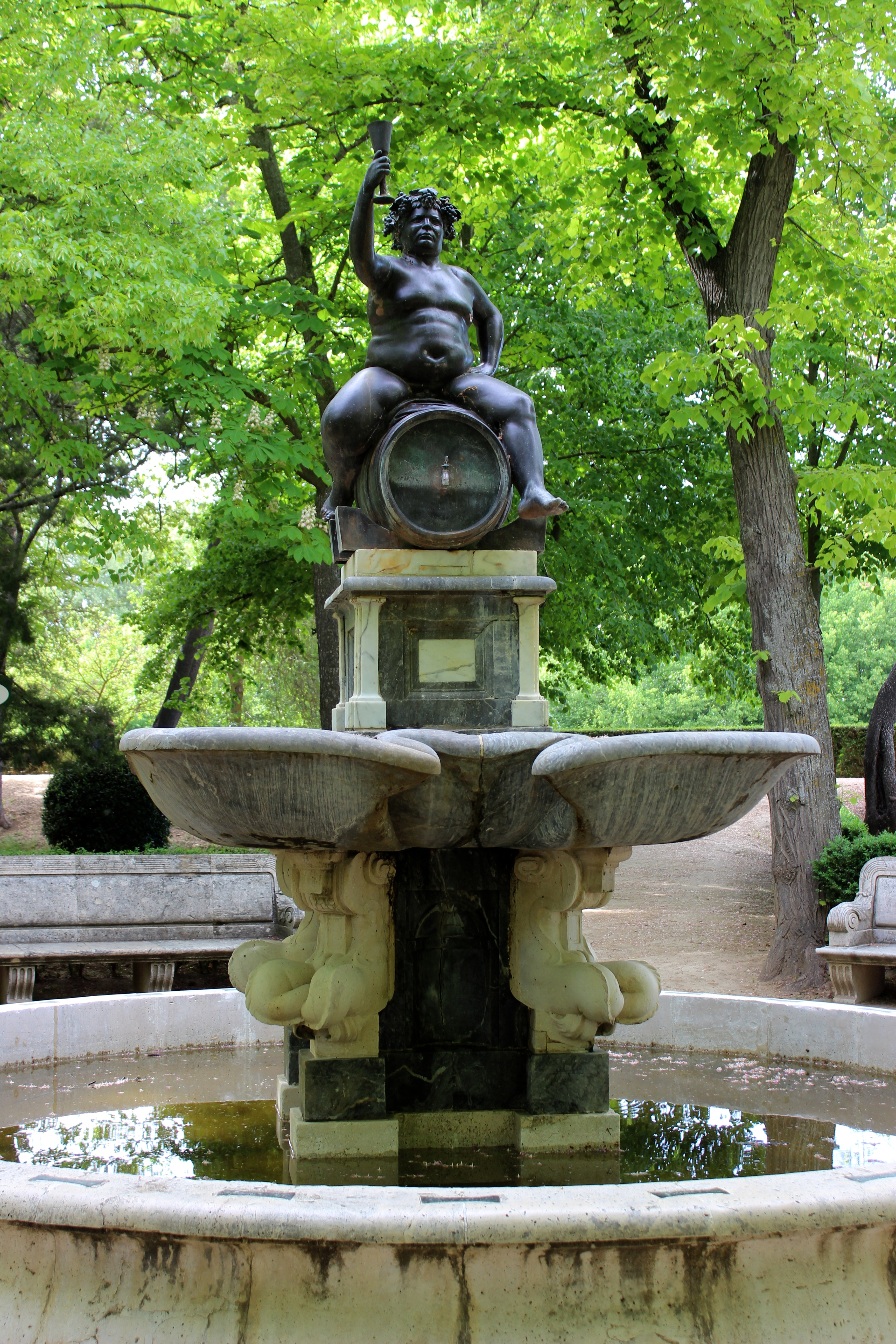
Fonte di Bacco

Si trova nel centro di un grande pilone circolare, opera di Bartolomé Zumbigo, ed è composta da due elementi. Un piedistallo, realizzato in marmo tra il 1566 e il 1570 dal Giambologna, che appartiene al gruppo scultorico di Sansone e i filistei. ERa parte del giardino dei Medici a Firenze e, dall'inizio del XVII secolo, del giardino della Ribera a Valladolid; Filippo IV donò la scultura principale a Carlo I d'Inghilterra, motivo per cui si trova al Victoria and Albert Museum di Londra, mentre il piedistallo è stato spostato ad Aranjuez. Si compone di un pezzo centrale quadrato, con quattro sirene agli angoli che, come cariatidi, sembrano sostenere la coppa polilobata. Su questa c'è una base quadrata su cui poggia la scultura. Dall'altra la statua di Bacco. Fu realizzata intorno al 1563-1564 da Jacobo Jongelinck e fa parte di una serie di otto sculture inviate a Filippo IV. Raffigura il dio Bacco, anziano, grasso, seduto a cavallo di una botte e che brinda con una coppa alzata.

### Fonte di Nettuno
Secondo l'iscrizione presente nel piedistallo, fu realizzata nel 1621 per Filippo III. Originalmente era costituita da un gruppo rappresentante il Ratto di Ganimede e si trovava dove c'è la fonte dell'Anello, ma nel 1662 venne ristrutturata per ordine di Filippo IV, sostituendo il gruppo originale con il Nettuno e aggiungendo sei sculture: Nettuno, Cerere o Cibele e Giunone erano ripetute e la settima era Giove, tutte opera di Alessandro Algardi. All'inizio dell'800 la duplicazione di Giunone e Nettuno venne eliminata e in seguito furono eliminate le statue di Giunone e Giove, cosicché rimangono solo i duplicati di Nettuno e Cerere o Cibele.
Il gruppo di Nettuno presenta il dio sul suo carro accompagnato da Anfitrite, che offre una corona di alloro, da Glauco e Palemone, che reggono le redini dei cavallucci marini, un tritone, una conchiglia marina e il tridente, ora scomparso. Dal canto loro, gli altri due set uniscono in un'unica figura gli attributi delle dee Cerere e Cibele; quest'ultima è su un carro trainato da leoni guidati da due geni, nella mano destra ha un tamburello ed è cinta da un diadema a forma di torre. Cerere porta nella mano sinistra una manciata di spighe e un piccolo genio le offre un covone con le primizie del raccolto.

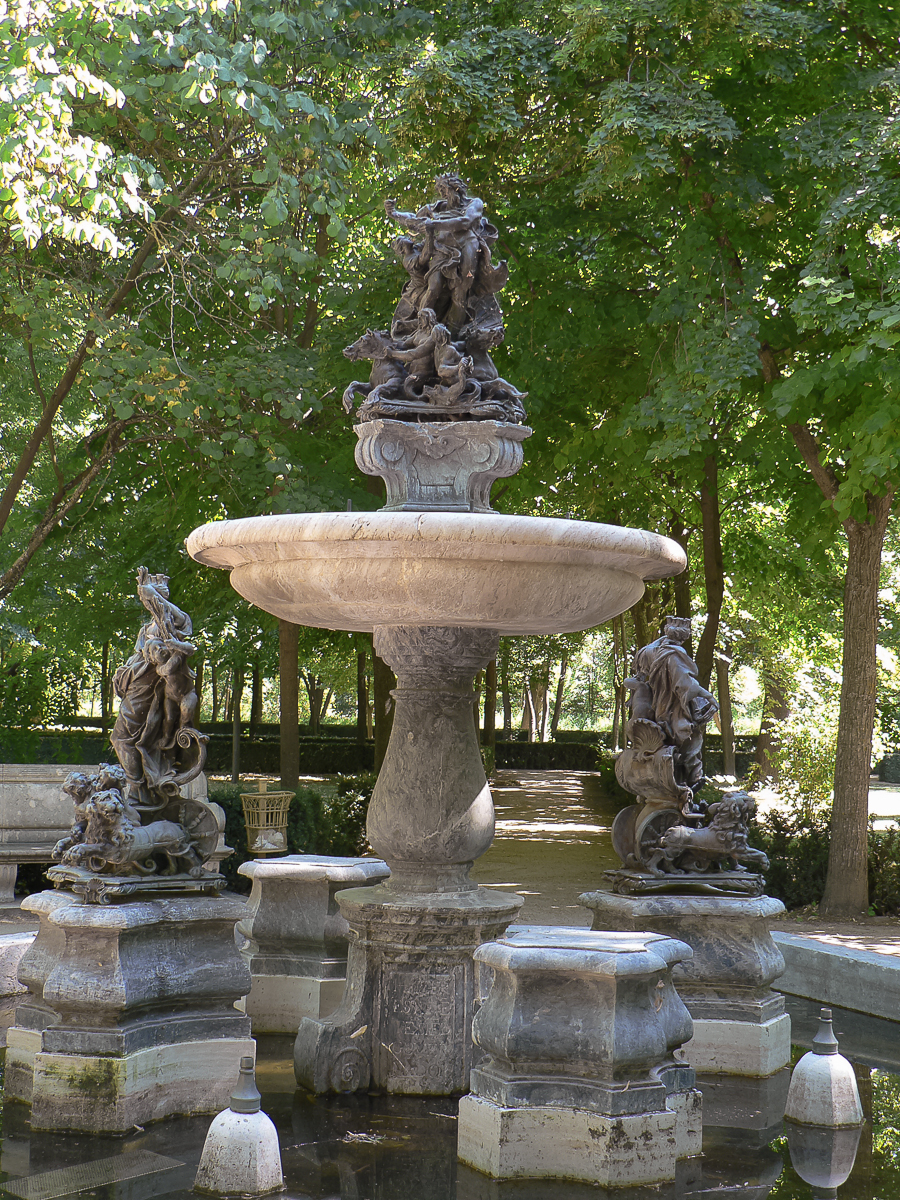
Veduta generale
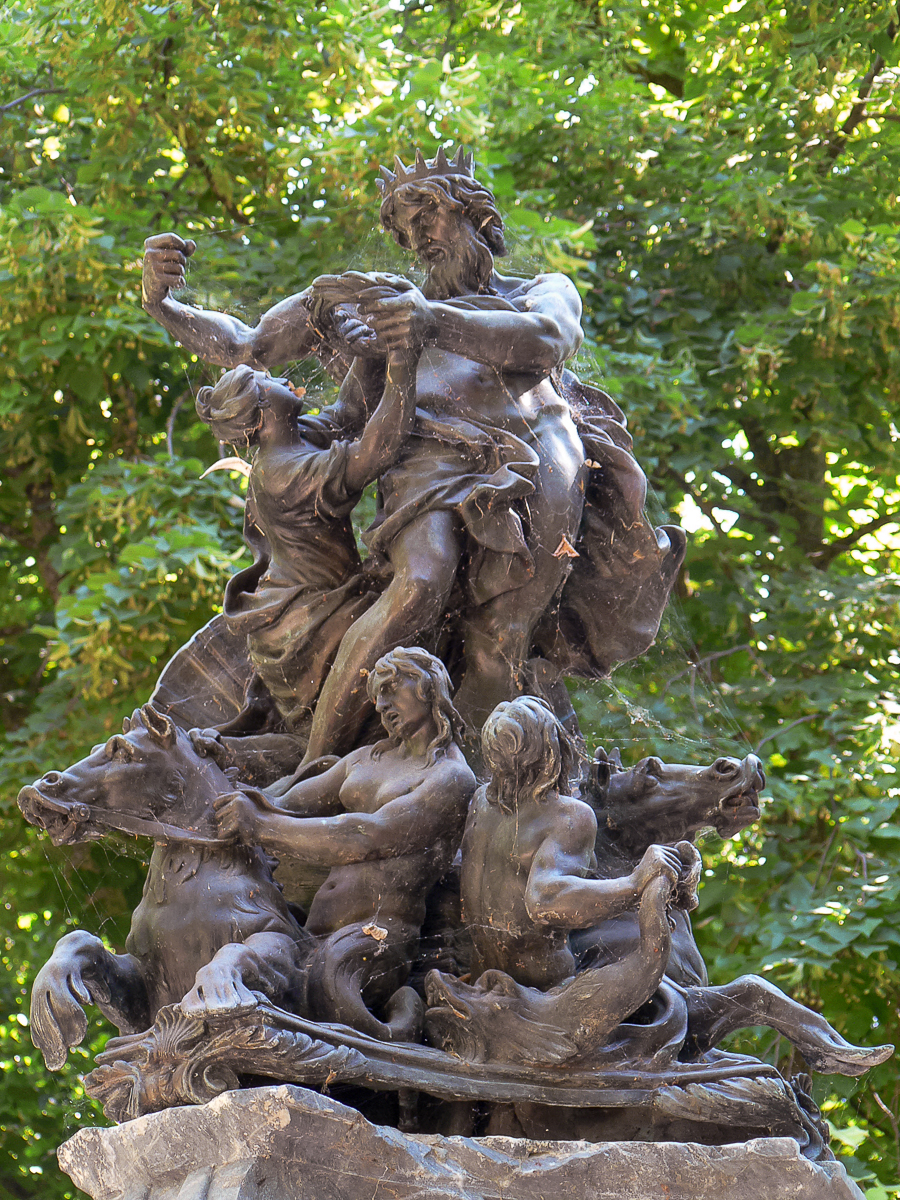
Nettuno
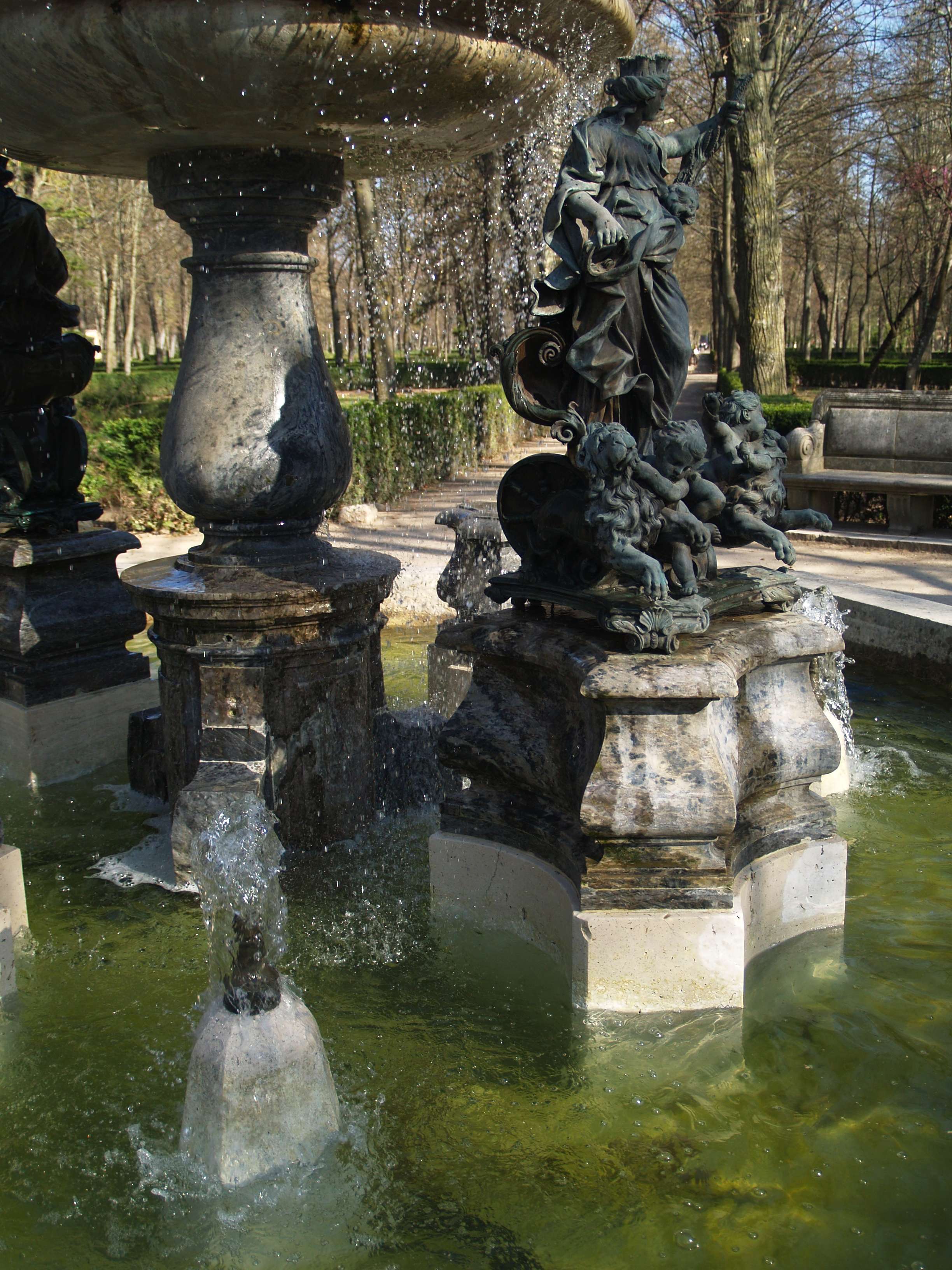
Dettaglio
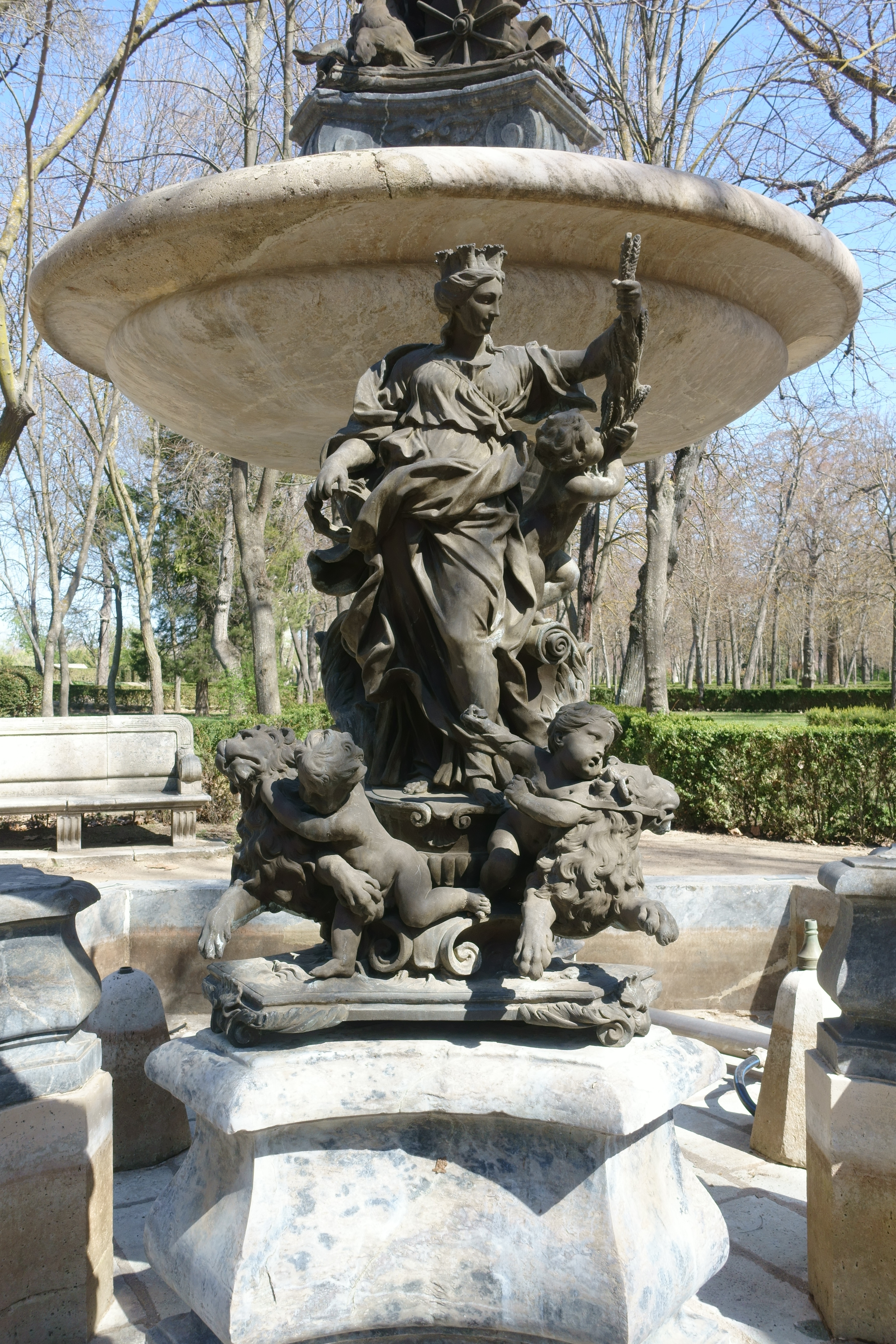
Una delle Cerere o Cibele

## Altri elementi

### Passeggiata dei Re Cattolici

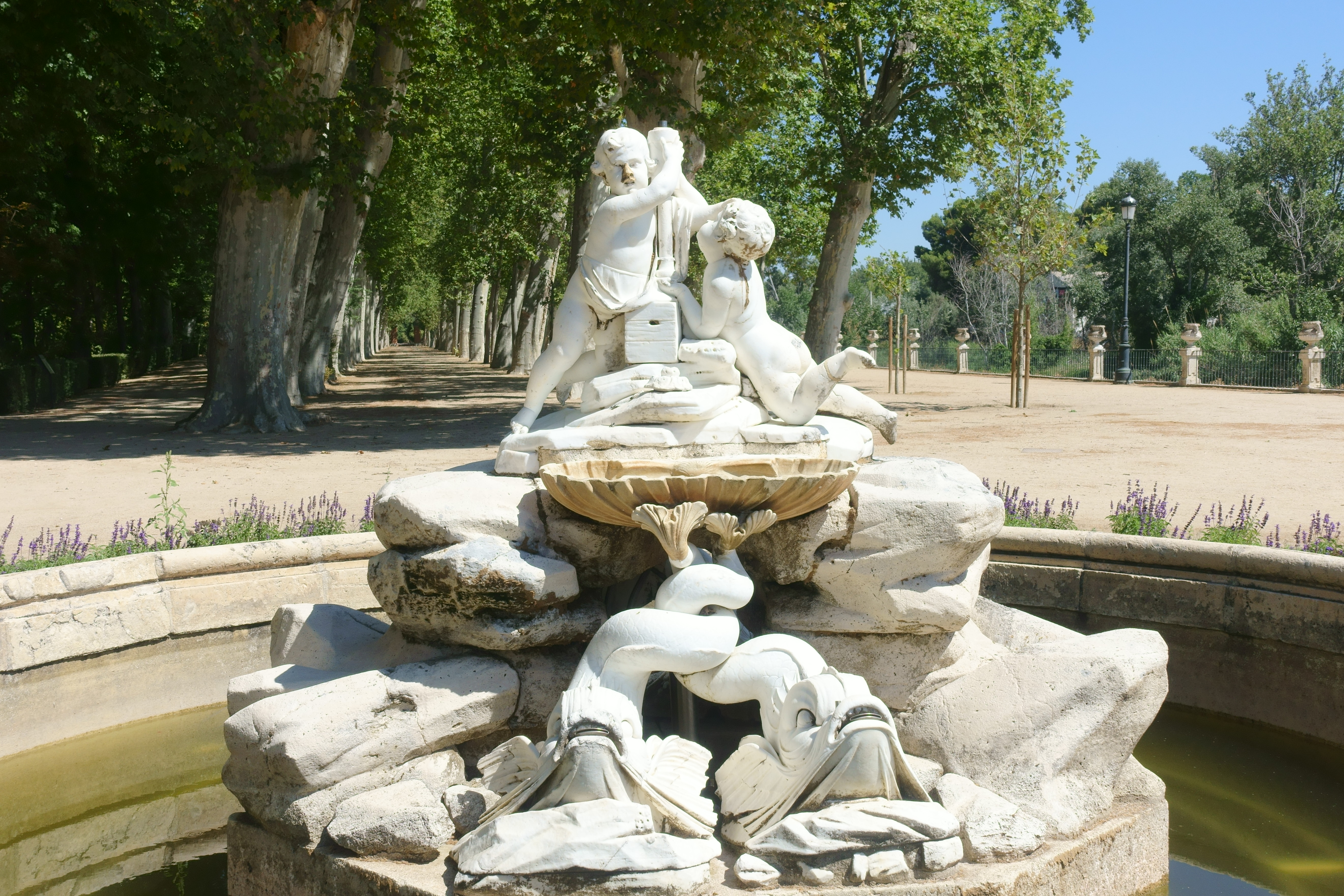
Fonte della Boticaria all'inizio del passeggio dei Re Cattolici

Nel 1777, sotto il regno di Carlo III, venne costruita una diga sul Tago lunga più di 300 metri, rifinita con una balaustra di ferro tra piedistalli con vasi. Questa generò un ampio spazio che venne trasformato in un vialetto con l'impianto di varie file di platani. All'inizio della passeggiata, entrando nel giardino attraverso il ponte orientale, si trova la fontana Boticaria. Proviene dal giardino del Principe, da dove fu trasferita nel 1889; è documentata dal 1807, come opera di Hermenegildo Silici, e presenta due putti, delfini e conchiglie su uno scoglio.

### Orto dell'Infante
A nord della passeggiata dei Re Cattolici si trova la porta di accesso all'Orto dell'Infante. Si compone di due lastre di ringhiere tra lesene in laterizio, sormontate da sculture a forma di conchiglia in pietra di Colmenar. Questo spazio occupa un'area di dodici ettari, tra il giardino ordinato e l'alveo del fiume Tago, e fu migliorato tra il 1777 e il 1786 dall'infante Antonio Pascual, che aveva una casa di piacere, ora scomparsa. Vi piantarono grande varietà di alberi, fragole, asparagi e viti. Dopo la rivoluzione del 1868 queste piantagioni furono sradicate e in epoca contemporanea è un terreno vuoto, con un solo edificio del 1987 destinato ai giardinieri.

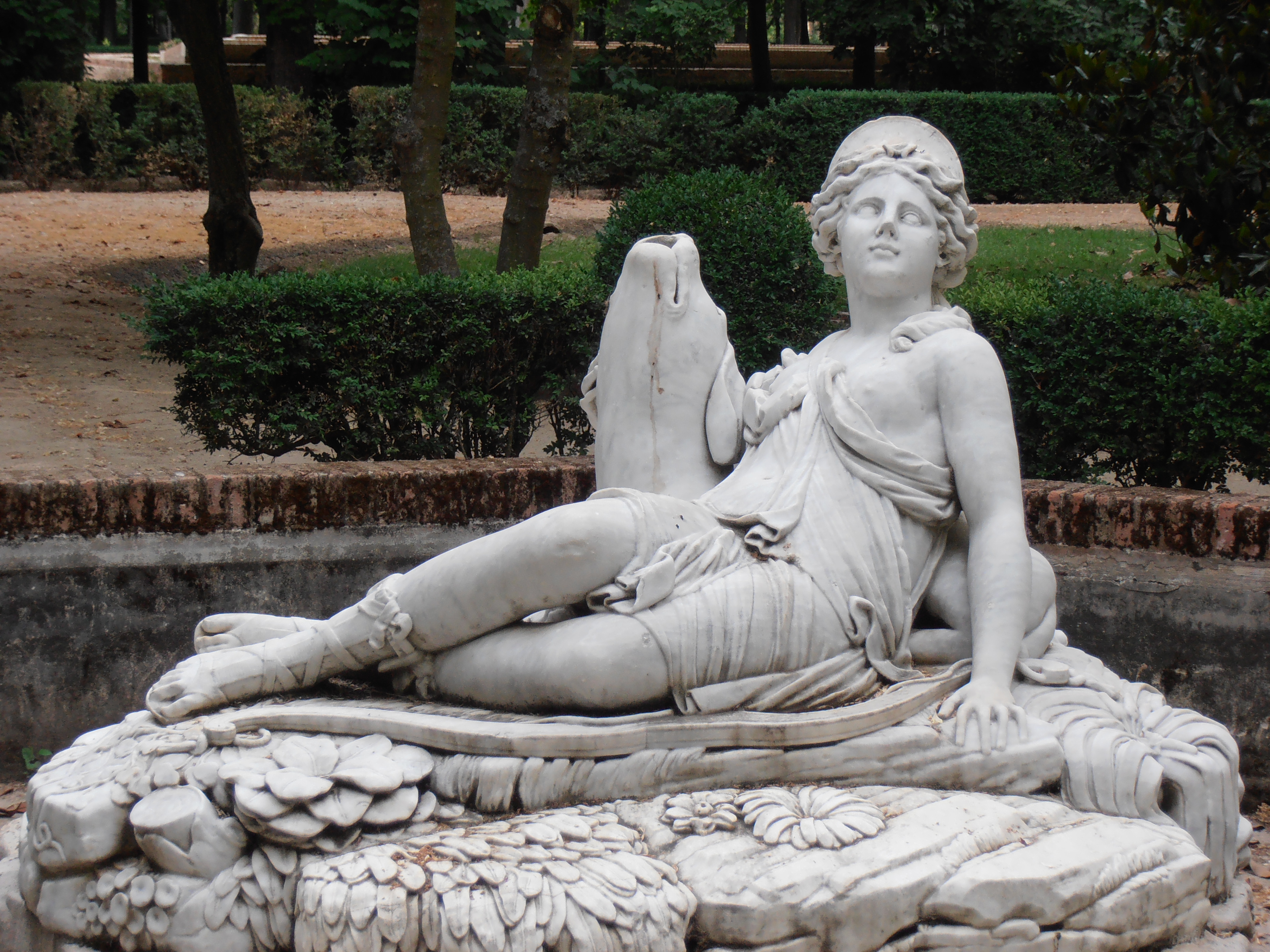
Fonte di Diana

### Giardino e fonte di Diana
Ubicato nella zona nord del giardino fu disegnato da Esteban Boutelou nel 1748. Era un giardino fiorito, alla francese, sebbene racchiuso da un muro; successivamente il disegno delle aiuole andò perso e fu trasformato in zone di prateria alberata; il muro venne eliminato e sostituito da siepi di bosso. Ha quattro settori simmetrici attorno a due assi trasversali e al centro una rotonda dove si trovano uno stagno e una fontana.
Lo stagno è in laterizio e presenta pianta ottagonale. Nel centro, su un piedistallo, si trova una statua di Diana cacciatrice, sdraiata sul dorso di un cane. La dea indossa una clamide corta e sandali; alla sua sinistra l'arco e alla sua destra la faretra delle frecce e tre animali: una tartaruga, una conchiglia e una rana. La fontana è opera di Pedro Michel e proviene dal giardino del Principe, da dove fu trasferita nel 1889.

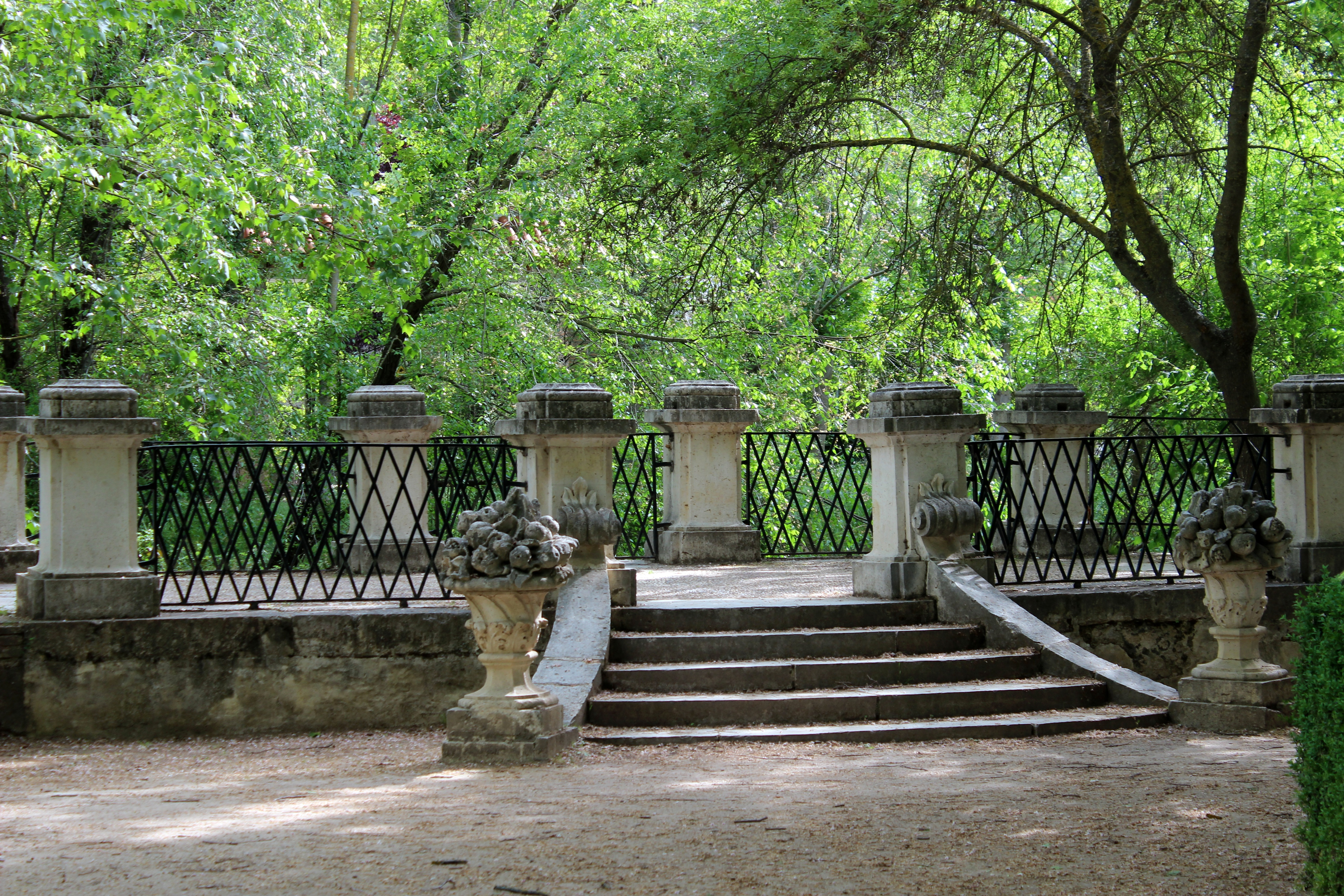
Resti del pergolato di Santiago Bonavía

### Giardino dell'Isleta
Nell'estremità occidentale dell'isola, e grazie agli apporti di sedimenti del Tago e del Canale, si formò una lingua di terra denominata Isleta. Era separata dall'isola da un muro; Filippo V ne ordinò la soppressione e l'organizzazione di un parterre. Il progetto venne realizzato nel 1731 da Esteban Marchand. Partendo da una piazza posta accanto ai due ponti della originaria calle di Madrid, si configurava come un asse centrale, con più zone e stagni e uno spazio ovale con al centro uno stagno. L'estremità occidentale era chiusa in uno spazio semicircolare, con al centro la fontana dei Tritoni. Questa fu collocata nel 1759 da Bonavía, finché nel 1847 fu spostata nel Campo del Moro a Madrid. L'intero complesso era circondato da una ringhiera. In epoca contemporanea l'Isleta ha perso buona parte di questi elementi

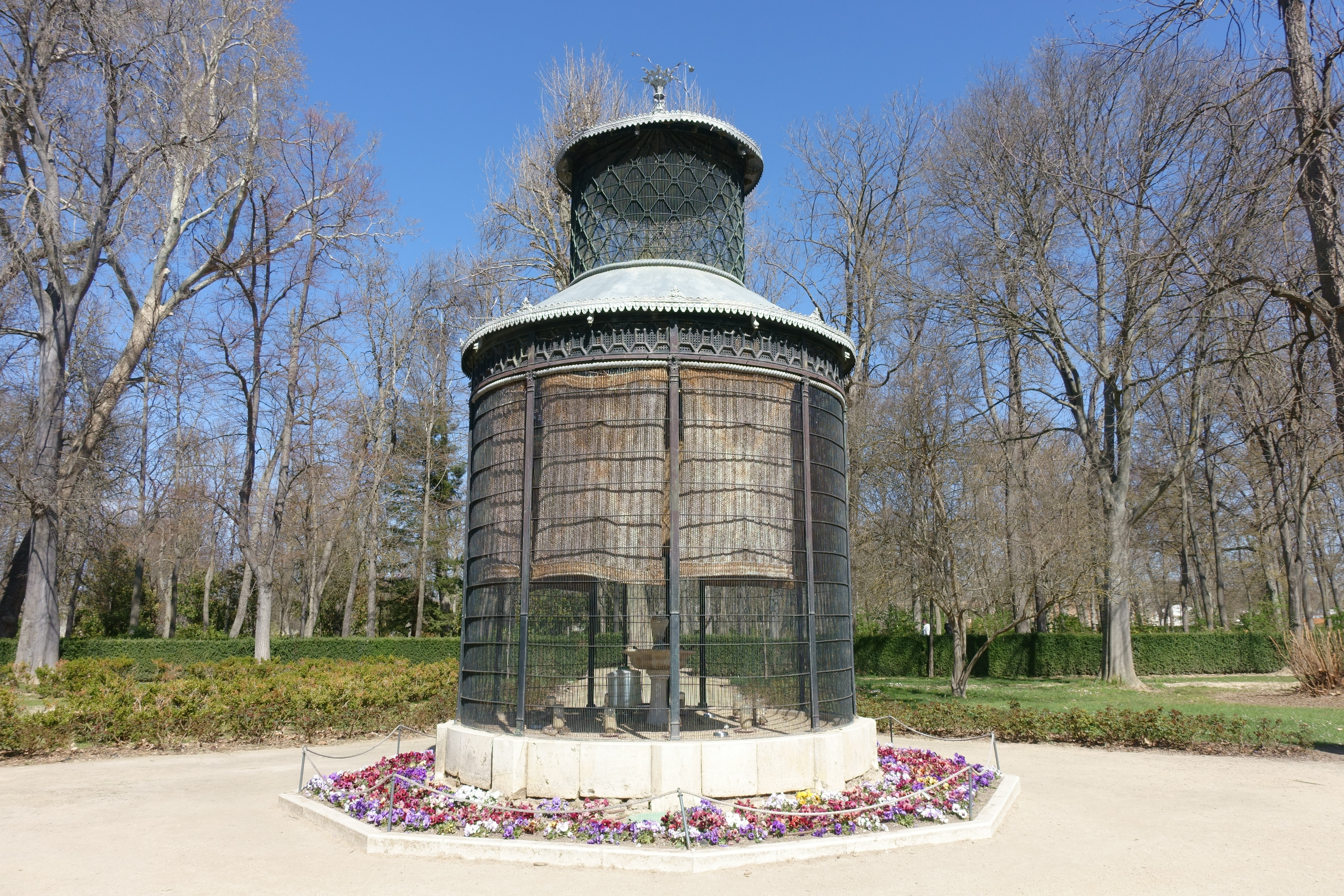
Voliera

### Pergolato
In diversi punti di Aranjuez vennero collocati dei belvedere allo scopo di far godere dello spettacolo della natura. Quattro erano nel giardino dell'isola: uno con vista sulla diga di Aceñas e sul ponte de Barcas, un altro vicino al ponte sul Tago, davanti ai frutteti di Picotajo, un altro vicino al luogo in cui si univano il Tago e il Jarama, e, infine, quello posto accanto al ponte Enmedio, con vista sull'ingresso principale del palazzo. Questo fu progettato da Santiago Bonavía nel 1755 e, dopo la sua distruzione nel XIX secolo, rimangono solo una piattaforma in pietra con gradini, una ringhiera e due vasi.

### Altro
Altri elementi sono le serre, realizzate agli inizi del XX secolo dopo la realizzazione di una stazione di orticoltura e scuola di giardinaggio, e la voliera, costruzione di ferro in stile eclettico datata tra la fine del XIX secolo e l'inizio del XX.